# نامزدان و فهرست‌ها در انتخابات مجلس شورای اسلامی (۱۳۹۵–۱۳۹۴)
در دهمین دوره از انتخابات مجلس شورای اسلامی اصلاحطلبان، اعتدالگرایان (حامیان دولت)، اصولگرایان و  سایر تشکل‌ها و مستقلان حضوری فعال داشتند.
حدود ۱۲هزار نفر برای انتخابات مجلس نام‌نویسی کردند که صلاحیت حدود ۴هزار نفر تایید شد.
دو فهرست اصلی در سراسر کشور فهرست ائتلاف فراگیر اصلاحطلبان: گام دوم (لیست امید) و فهرست ائتلاف بزرگ اصولگرایان بود، که بر اساس آمار و افراد حاضر در فهرست‌ها در دور اول ۸۶ کرسی به ائتلاف فراگیر اصلاح طلبان و ۶۷ کرسی به ائتلاف بزرگ اصولگرایان رسید.
- همچنین صدای ملت به رهبری علی مطهری نیز در سراسر کشور فهرستی انتخاباتی داد.
- در تهران فهرست‌های بیشتری ارائه شد.
- جهادگران ایران اسلامی نیز در تهران با دبیر کلی وهاب عزیزی فهرست انتخاباتی داد.

## آذربایجان شرقی

### ائتلاف فراگیر اصلاح طلبان: گام دوم
فهرست نامزدهای مورد حمایت ائتلاف اصلاح‌طلبان و نتایج آرای آن‌ها به شرح زیر است:
| رتبه | نام                   | حوزهٔ انتخاباتی           | تشکل سیاسی | سابقهٔ نمایندگی | شمار رای‌ها | نتیجه      |
| ---- | --------------------- | ------------------------ | ---------- | -------------- | ---------- | ---------- |
| ۱    | مسعود پزشکیان         | تبریز، اسکو و آذرشهر     |            | آری            | ۲۶۱٬۶۰۵    | برنده      |
| ۳    | زهرا ساعی             | تبریز، اسکو و آذرشهر     |            | نه             | ۱۳۴٬۱۳۱    | برنده      |
| ۵    | شهاب‌الدین بی‌مقدار     | تبریز، اسکو و آذرشهر     |            | آری            | ۱۱۲٬۳۴۵    | برنده      |
| ۸    | میر علی‌اصغر الموسوی   | تبریز، اسکو و آذرشهر     |            | نه             | ۱۰۲٬۲۵۵    | رای نیاورد |
| ۹    | عباس عباس‌زاده         | تبریز، اسکو و آذرشهر     |            | نه             | ۹۶٬۲۸۱     | رای نیاورد |
| ۱۲   | محمدرضا اسلامی        | تبریز، اسکو و آذرشهر     |            | نه             | ۸۴٬۳۳۸     | رای نیاورد |
| ۱    | بیت الله عبداللهی     | اهر و هریس               |            | نه             | ۳۲٬۵۸۵     | ابطال آراء |
|      | غلام‌رضا نوری          | بستان‌آباد                |            | نه             |            | رای نیاورد |
| ۲    | مجید نصیرپور سردهایی  | سراب                     |            | آری            | ۱۵٬۰۱۵     | رای نیاورد |
| ۱    | معصومه آقاپور علی‌شاهی | شبستر                    |            | نه             | ۲۴٬۹۵۲     | برنده      |
|      | علی فخر آذری          | کلیبر، خداآفرین و هوراند |            | نه             |            | رای نیاورد |
|      | کریم شافعی            | مرند و جلفا              |            | نه             | ۲۹٬۶۷۲     | رای نیاورد |
|      | شورچی                 | میانه                    |            | نه             |            | رای نیاورد |
|      | محمدحسین بهبودی       | میانه                    |            | نه             |            | رای نیاورد |
|      | غفار اسماعیلی         | هشترود                   |            | آری            |            | رای نیاورد |

### ائتلاف بزرگ اصولگرایان
اسامی نامزدهای ائتلاف اصولگرایان در این استان و نتایج آرای آنان بدین ترتیب است:
| رتبه | نام                      | حوزهٔ انتخاباتی           | تشکل سیاسی   | سابقهٔ نمایندگی | شمار رای‌ها | نتیجه      |
| ---- | ------------------------ | ------------------------ | ------------ | -------------- | ---------- | ---------- |
| ۲    | احمد علیرضابیگی          | تبریز، اسکو و آذرشهر     |              | نه             | ۲۳۵٬۳۱۴    | برنده      |
| ۴    | محمدحسین فرهنگی          | تبریز، اسکو و آذرشهر     |              | آری            | ۱۱۶٬۷۳۸    | برنده      |
| ۷    | محمداسماعیل سعیدی        | تبریز، اسکو و آذرشهر     | جبهه پایداری | آری            | ۱۰۹٬۰۴۲    | برنده      |
| ۱۰   | سید محمدرضا میرتاج‌الدینی | تبریز، اسکو و آذرشهر     |              | آری            | ۱۰۰٬۷۹۷    | رای نیاورد |
| ۱۷   | لطیف لطیفی               | تبریز، اسکو و آذرشهر     |              | نه             | ۳۵٬۷۸۳     | رای نیاورد |
| ۱۸   | معصومه راشد              | تبریز، اسکو و آذرشهر     |              | نه             | ۳۳٬۲۵۶     | رای نیاورد |
| ۲    | مهدی حسینیان             | اهر و هریس               |              | نه             | ۱۳٬۳۴۱     | رای نیاورد |
|      | احد خیری                 | بستان آباد               |              | نه             |            | رای نیاورد |
|      | داود روشنی               | سراب                     |              | نه             |            | رای نیاورد |
| ۱    | قلی‌الله قلی‌زاده          | کلیبر، خداآفرین و هوراند |              | نه             | ۳۶٬۹۳۶     | برنده      |
|      | شهروز افخمی              | ملکان                    |              | آری            |            | رای نیاورد |
| ۲    | علی علی‌لو                | شبستر                    |              | آری            | ۸٬۵۱۱      | رای نیاورد |
| ۲    | یعقوب شیویاری            | میانه                    |              | نه             | ۲۳٬۹۱۹     | برنده      |
|      | سید محمدرضا حاجی اصغری   | میانه                    |              | آری            |            | رای نیاورد |
| ۱    | ضیاءالله اعزازی ملکی     | بناب                     |              | نه             | ۲۶٬۳۸۳     | برنده      |
| ۱    | رضا علیزاده              | ورزقان                   |              | آری            | ۱۵٬۸۹۱     | برنده      |

## آذربایجان غربی

### ائتلاف فراگیر اصلاح طلبان: گام دوم
فهرست نامزدهای مورد حمایت ائتلاف اصلاح‌طلبان به شرح زیر است:
| رتبه | نام                  | حوزهٔ انتخاباتی               | تشکل سیاسی   | سابقهٔ نمایندگی | شمار رای‌ها | نتیجه      |
| ---- | -------------------- | ---------------------------- | ------------ | -------------- | ---------- | ---------- |
| ۲    | سید هادی بهادری      | ارومیه                       |              | نه             | ۲۲۰٬۱۹۷    | برنده      |
| ۴    | مجید دودکانلوی میلان | ارومیه                       |              | نه             | ۸۲٬۹۱۳     | رای نیاورد |
|      | الهه سرشار           | ارومیه                       |              | نه             |            | رای نیاورد |
|      | امین محمدی           | خوی و چایپاره                |              | نه             |            | رای نیاورد |
| ۱    | شهروز برزگر کلشانی   | سلماس                        |              | نه             | ۳۹٬۸۰۹     | برنده      |
| ۱    | عین‌الله شریف‌پور      | ماکو و چالدران و پلدشت و شوط |              | نه             | ۲۷٬۸۳۰     | برنده      |
| ۱    | همایون هاشمی         | میاندوآب و شاهین‌دژ و تکاب    |              | نه             | ۶۱٬۵۵۵     | برنده      |
|      | محمد میرزایی         | میاندوآب و شاهین‌دژ و تکاب    |              | نه             | ۵۹٬۷۲۶     | رای نیاورد |
|      | مریم مسرت            | میاندوآب و شاهین‌دژ و تکاب    |              | نه             |            | رای نیاورد |
|      | صمد یگانه            | میاندوآب و شاهین‌دژ و تکاب    |              | نه             |            | رای نیاورد |
| ۱    | عبدالکریم حسین‌زاده   | نقده و اشنویه                |              | آری            | ۶۱٬۹۷۲     | برنده      |
| ۱    | محمدقسیم عثمانی      | بوکان                        | رهروان ولایت | آری            | ۴۷٬۱۶۲     | برنده      |

### ائتلاف بزرگ اصولگرایان
فهرست نامزدهای ائتلاف اصولگرایان و آرای ایشان از این قرار است:
| رتبه | نام              | حوزهٔ انتخاباتی  | تشکل سیاسی   | سابقهٔ نمایندگی | شمار رای‌ها | نتیجه      |
| ---- | ---------------- | --------------- | ------------ | -------------- | ---------- | ---------- |
| ۱    | نادر قاضی پور    | ارومیه          | جبهه پایداری | آری            | ۱۶۹٬۰۹۸    | برنده      |
|      | ابراهیم بازیان   | ارومیه          |              | نه             |            | رای نیاورد |
|      | سلیمان فیضی      | بوکان           |              | نه             | ۲۳٬۳۹۷     | رای نیاورد |
| ۱    | تقی کبیری        | خوی و چایپاره   |              | نه             | ۷۳٬۶۹۴     | برنده      |
| ۱    | رسول جلایر سرنقی | سلماس           |              | نه             | ۱۸٬۳۲۱     | رای نیاورد |
| ۴    | مهدی عیسی‌زاده    | میاندوآب و تکاب |              | آری            | ۴۳٬۴۶۱     | رای نیاورد |

## اردبیل

### ائتلاف فراگیر اصلاح طلبان: گام دوم
فهرست نامزدهای مورد حمایت ائتلاف اصلاح‌طلبان و نتایج آرای ایشان به شرح زیر است:
| رتبه | نام                | حوزهٔ انتخاباتی      | تشکل سیاسی | سابقهٔ نمایندگی | شمار رای‌ها | نتیجه      |
| ---- | ------------------ | ------------------- | ---------- | -------------- | ---------- | ---------- |
| ۲    | رضا کریمی          | اردبیل و نمین و نیر |            | نه             | ۸۶٬۸۳۹     | برنده      |
| ۳    | محمد فیضی زنگیر    | اردبیل و نمین و نیر |            | نه             | ۷۶٬۱۴۵     | برنده      |
|      | محمد رضا سرداری    | اردبیل و نمین و نیر |            | نه             |            | رای نیاورد |
|      | عباس جهانگیرزاده   | پارس‌آباد و بیله‌سوار |            | نه             |            | رای نیاورد |
|      | ضرغام مقربی        | خلخال و کوثر        |            | نه             |            | رای نیاورد |
| ۱    | شکور پورحسین شقلان | پارس‌آباد و بیله‌سوار |            | نه             | ۵۲٬۷۳۱     | برنده      |
| ۱    | میر حمایت میرزاده  | گرمی                |            | نه             | ۲۱٬۳۹۹     | برنده      |
|      | یونس اسدی          | مشکین‌شهر            |            | آری            |            | رای نیاورد |

### ائتلاف بزرگ اصولگرایان
فهرست نامزدهای مورد حمایت ائتلاف اصولگرایان و آرای ایشان از این قرار است:
| رتبه | نام                   | حوزهٔ انتخاباتی      | تشکل سیاسی   | سابقهٔ نمایندگی | شمار رای‌ها | نتیجه      |
| ---- | --------------------- | ------------------- | ------------ | -------------- | ---------- | ---------- |
| ۱    | صدیف بدری             | اردبیل و نمین و نیر |              | نه             | ۸۷٬۷۸۴     | برنده      |
|      | مصطفی افضلی‌فرد        | اردبیل و نمین و نیر |              | آری            |            | رای نیاورد |
|      | منصور حقیقت‌پور        | اردبیل و نمین و نیر | جبهه پایداری | آری            |            | رای نیاورد |
|      | امیدعلی رعنایی        | پارس‌آباد و بیله‌سوار |              | نه             |            | رای نیاورد |
|      | ولی اسماعیلی          | گرمی                |              | آری            |            | رای نیاورد |
|      | محمود عباس‌زاده مشکینی | مشگین‌شهر            |              | نه             |            | رای نیاورد |

## اصفهان

### ائتلاف فراگیر اصلاح طلبان: گام دوم
فهرست نامزدهای مورد حمایت ائتلاف اصلاح‌طلبان به شرح زیر است:
| رتبه | نام               | حوزهٔ انتخاباتی             | تشکل سیاسی | سابقهٔ نمایندگی | شمار رای‌ها | نتیجه      |
| ---- | ----------------- | -------------------------- | ---------- | -------------- | ---------- | ---------- |
| ۲    | ناهید تاج الدین   | اصفهان                     |            | نه             | ۱۹۵٬۰۶۶    | برنده      |
| ۳    | مینو خالقی        | اصفهان                     |            | نه             | ۱۹۳٬۳۹۹    | ابطال آرا  |
| ۴    | حیدر علی عابدی    | اصفهان                     |            | نه             | ۱۷۹٬۲۳۰    | برنده      |
| ۶    | علیرضا آجدانی     | اصفهان                     |            | نه             | ۱۷۵,۹۳۸    | رای نیاورد |
| ۷    | حمید مسعودی طوقچی | اصفهان                     |            | نه             | ۱۶۲,۷۶۷    | رای نیاورد |
|      | غلامرضا کریمی     | نایین                      |            | نه             |            | رای نیاورد |
|      | محمودرضا شریفی    | فریدن و چادگان و فریدون‌شهر |            | نه             |            | رای نیاورد |
|      | سمندری            | نجف‌آباد و تیران و کوران    |            | نه             |            | رای نیاورد |
|      | علی شجایی         | شهرضا                      |            | نه             |            | رای نیاورد |
|      | رمضانی            | اردستان                    |            | نه             |            | رای نیاورد |
|      | علی باغبانیان     | نطنز                       |            | نه             |            | رای نیاورد |
| ۱    | علی بختیار        | گلپایگان                   |            | نه             | ۱۴٬۳۷۱     | برنده      |
| ۱    | اصغر سلیمی        | سمیرم                      |            | نه             | ۱۶٬۳۵۷     | برنده      |
| ۱    | سمیه محمودی       | شهرضا و سمیرم سفلا         |            | نه             | ۲۸٬۹۰۵     | برنده      |

### ائتلاف بزرگ اصولگرایان
فهرست نامزدهای مورد حمایت اصولگرایان در استان اصفهان بدین ترتیب است:
| رتبه | نام                    | حوزهٔ انتخاباتی                 | تشکل سیاسی   | سابقهٔ نمایندگی | شمار رای‌ها | نتیجه      |
| ---- | ---------------------- | ------------------------------ | ------------ | -------------- | ---------- | ---------- |
| ۱    | حمیدرضا فولادگر        | اصفهان                         |              | آری            | ۲۰۰٬۶۹۰    | برنده      |
| ۵    | احمد سالک              | اصفهان                         | جبهه پایداری | آری            | ۱۷۶٬۲۰۸    | برنده      |
| ۸    | مجید نادرالاصلی        | اصفهان                         |              | نه             | ۱۵۸,۹۱۶    | رای نیاورد |
| ۹    | کمال حیدری             | اصفهان                         |              | نه             | ۱۴۵,۶۲۹    | رای نیاورد |
| ۱۰   | مجتبی خیام‌نکویی        | اصفهان                         |              | نه             | ۱۴۲,۴۰۳    | رای نیاورد |
| ۱    | سیدجواد ساداتی‌نژاد     | کاشان و آران بیدگل             |              | آری            | ۷۰٬۷۶۱     | برنده      |
| ۱    | سیدصادق طباطبایی‌نژاد   | اردستان                        |              | نه             | ۱۶٬۱۰۰     | برنده      |
| ۱    | حسینعلی حاجی دلیگانی   | برخوار و میمه                  |              | آری            | ۶۰٬۴۱۱     | برنده      |
| ۱    | سید محمدجواد ابطحی     | خمینی‌شهر و درچه                | جبههٔ پایداری | آری            | ۴۵٬۵۱۴     | برنده      |
| ۲    | محمدرضا آقایی          | شهرضا و دهاقان                 |              | نه             | ۱۶٬۲۵۸     | رای نیاورد |
| ۱    | اکبر ترکی              | فریدن، چادگان، فریدونشهر و ... |              | نه             | ۲۲٬۵۳۶     | برنده      |
| ۱    | سید ناصر موسوی لارگانی | فلاورجان                       |              | آری            | ۵۶٬۲۰۸     | برنده      |
| ۱    | ابوالفضل ابوترابی      | نجف‌آباد، تیران و کرون          |              | آری            | ۶۴٬۵۲۷     | برنده      |
| ۲    | بهروز جعفری            | سمیرم                          |              | آری            | ۷٬۴۴۴      | رای نیاورد |
| ۱    | محسن کوهکن             | لنجان                          |              | آری            | ۳۸٬۱۷۷     | برنده      |

## البرز

### ائتلاف فراگیر اصلاح طلبان: گام دوم
فهرست نامزدهای مورد حمایت ائتلاف اصلاح‌طلبان و میزان آرای ایشان به شرح زیر است:
| رتبه | نام               | حوزهٔ انتخاباتی             | تشکل سیاسی | سابقهٔ نمایندگی | شمار رای‌ها | نتیجه      |
| ---- | ----------------- | -------------------------- | ---------- | -------------- | ---------- | ---------- |
| ۳    | ناصر حاجیان‌مطلق   | کرج، اشتهارد و فردیس       |            | نه             |            | رای نیاورد |
| ۴    | قدیر مهدوی کلیشمی | کرج، اشتهارد و فردیس       |            | نه             |            | رای نیاورد |
|      | پرویز انصاری‌راد   | ساوجبلاغ، نظرآباد و طالقان |            | نه             |            | رای نیاورد |

### ائتلاف بزرگ اصولگرایان
فهرست نامزدهای مورد حمایت ائتلاف اصولگرایان و آرای ایشان به شرح زیر است:
| رتبه | نام             | حوزهٔ انتخاباتی             | تشکل سیاسی | سابقهٔ نمایندگی | شمار رای‌ها | نتیجه      |
| ---- | --------------- | -------------------------- | ---------- | -------------- | ---------- | ---------- |
| ۵    | رشید جلالی      | کرج، اشتهارد و فردیس       |            | آری            | ۶۶٬۰۲۵     | رای نیاورد |
| ؟    | طاهره پورشمسیان | کرج، اشتهارد و فردیس       |            | نه             |            | رای نیاورد |
| ۳    | علی حدادی       | ساوجبلاغ، نظرآباد و طالقان |            | نه             | ۲۶٬۷۸۴     | رای نیاورد |

## ایلام

### ائتلاف فراگیر اصلاح طلبان: گام دوم
فهرست نامزدهای مورد حمایت ائتلاف اصلاح‌طلبان و آرای ایشان به شرح زیر است:
| رتبه | نام          | حوزهٔ انتخاباتی | تشکل سیاسی | سابقهٔ نمایندگی | شمار رای‌ها | نتیجه      |
| ---- | ------------ | -------------- | ---------- | -------------- | ---------- | ---------- |
| ۱    | جلال میرزایی | ایلام و ...    |            | نه             | ۶۲٬۲۳۱     | برنده      |
|      | سعید لطفی    | ایلام و ...    |            | نه             |            | رای نیاورد |

### ائتلاف بزرگ اصولگرایان
فهرست نامزدهای مورد حمایت ائتلاف اصولگرایان و آرای ایشان به شرح زیر است:
| رتبه | نام              | حوزهٔ انتخاباتی                 | تشکل سیاسی | سابقهٔ نمایندگی | شمار رای‌ها | نتیجه      |
| ---- | ---------------- | ------------------------------ | ---------- | -------------- | ---------- | ---------- |
|      | روح‌الله ناصرزاده | ایلام و ...                    |            | آری            |            | رای نیاورد |
|      | عمران احمدی      | ایلام و ...                    |            | نه             |            | رای نیاورد |
|      | محمدتقی محمدی    | دهلران، دره‌شهر، آبدانان و بدره |            | نه             |            | رای نیاورد |

## بوشهر

### ائتلاف فراگیر اصلاح طلبان: گام دوم
فهرست نامزدهای مورد حمایت ائتلاف اصلاح‌طلبان به شرح زیر است:
| رتبه | نام            | حوزهٔ انتخاباتی      | تشکل سیاسی | سابقهٔ نمایندگی | شمار رای‌ها | نتیجه |
| ---- | -------------- | ------------------- | ---------- | -------------- | ---------- | ----- |
| ۱    | عبدالحمید خدری | بوشهر، گناوه و دیلم |            | نه             | ۴۱٬۹۲۲     | برنده |
| ۱    | محمدباقر سعادت | دشتستان             |            | نه             | ۳۶٬۹۱۱     | برنده |

### ائتلاف فراگیر بزرگ اصولگرایان
| رتبه | نام                   | حوزهٔ انتخاباتی          | تشکل سیاسی | سابقهٔ نمایندگی | شمار رای‌ها | نتیجه      |
| ---- | --------------------- | ----------------------- | ---------- | -------------- | ---------- | ---------- |
| ۲    | عبدالکریم جمیری       | بوشهر، گناوه و دیلم     |            | آری            |            | رای نیاورد |
|      | موسی احمدی            | دیر، کنگان، جم و عسلویه |            | آری            |            | رای نیاورد |
| ۱    | سید کمال‌الدین شهریاری | دشتی و تنگستان          |            | آری            | ۵۴٬۲۰۸     | برنده      |

## تهران

### ائتلاف فراگیر اصلاح طلبان: گام دوم
در ۲۷ بهمن ۱۳۹۴، اسامی لیست سی نفری ائتلاف فراگیر اصلاح طلبان: گام دوم با حضور اصلاح طلبان و اعتدالگرایان در این دوره از انتخابات مجلس در حوزه انتخابیه تهران، ری، شمیرانات، اسلامشهر و پردیس منتشر شد. این لیست در شهر تهران موفق به تصاحب هر سی کرسی مجلس در مرحله اول گردید. اسامی و آرای اعضای لیست ازین قرار است:
| رتبه | نام                    | حوزهٔ انتخاباتی                        | تشکل سیاسی                 | سابقهٔ نمایندگی | نتیجه شمارش آرا | نتیجه      |
| ---- | ---------------------- | ------------------------------------- | -------------------------- | -------------- | --------------- | ---------- |
| ۱    | محمدرضا عارف           | تهران، ری، شمیرانات، اسلامشهر و پردیس | بنیاد امید ایرانیان        | نه             | ۱٬۶۰۸٬۹۲۶       | برنده      |
| ۲    | علی مطهری              | تهران، ری، شمیرانات، اسلامشهر و پردیس | صدای ملت                   | آری            | ۱٬۴۴۷٬۷۱۳       | برنده      |
| ۳    | سهیلا جلودارزاده       | تهران، ری، شمیرانات، اسلامشهر و پردیس | خانه کارگر حزب اسلامی کار  | آری            | ۱٬۳۳۳٬۳۲۷       | برنده      |
| ۴    | علیرضا محجوب           | تهران، ری، شمیرانات، اسلامشهر و پردیس | خانه کارگر حزب اسلامی کار  | آری            | ۱٬۳۱۱٬۳۷۵       | برنده      |
| ۵    | الیاس حضرتی            | تهران، ری، شمیرانات، اسلامشهر و پردیس | اعتماد ملی                 | آری            | ۱٬۲۹۶٬۵۸۰       | برنده      |
| ۶    | کاظم جلالی             | تهران، ری، شمیرانات، اسلامشهر و پردیس | رهروان ولایت (حامیان دولت) | آری            | ۱٬۲۹۲٬۶۸۶       | برنده      |
| ۷    | فریده اولادقباد        | تهران، ری، شمیرانات، اسلامشهر و پردیس |                            | نه             | ۱٬۲۶۲٬۱۱۲       | برنده      |
| ۸    | محمدرضا بادامچی        | تهران، ری، شمیرانات، اسلامشهر و پردیس | حزب اسلامی کار             | نه             | ۱٬۲۶۱٬۲۵۲       | برنده      |
| ۹    | مصطفی کواکبیان         | تهران، ری، شمیرانات، اسلامشهر و پردیس | مردمسالاری                 | آری            | ۱٬۲۶۰٬۱۷۴       | برنده      |
| ۱۰   | سیده فاطمه حسینی       | تهران، ری، شمیرانات، اسلامشهر و پردیس |                            | نه             | ۱٬۲۱۸٬۷۲۷       | برنده      |
| ۱۱   | ابوالفضل سروش          | تهران، ری، شمیرانات، اسلامشهر و پردیس | انجمن اسلامی پزشکان ایران  | نه             | ۱٬۲۰۰٬۰۱۸       | برنده      |
| ۱۲   | پروانه سلحشوری         | تهران، ری، شمیرانات، اسلامشهر و پردیس |                            | نه             | ۱٬۱۹۸٬۷۶۰       | برنده      |
| ۱۳   | غلامرضا حیدری          | تهران، ری، شمیرانات، اسلامشهر و پردیس | ندای ایرانیان              | آری            | ۱٬۱۸۰٬۰۹۵       | برنده      |
| ۱۴   | فاطمه سعیدی            | تهران، ری، شمیرانات، اسلامشهر و پردیس | کارگزاران سازندگی          | نه             | ۱٬۱۷۶٬۹۰۵       | برنده      |
| ۱۵   | مهدی شیخ               | تهران، ری، شمیرانات، اسلامشهر و پردیس |                            | نه             | ۱٬۱۷۴٬۴۱۰       | برنده      |
| ۱۶   | علی نوبخت حقیقی        | تهران، ری، شمیرانات، اسلامشهر و پردیس |                            | نه             | ۱٬۱۷۳٬۰۳۶       | برنده      |
| ۱۷   | محمود صادقی            | تهران، ری، شمیرانات، اسلامشهر و پردیس | انجمن اسلامی مدرسین        | نه             | ۱٬۱۶۴٬۳۶۸       | برنده      |
| ۱۸   | محمدعلی وکیلی          | تهران، ری، شمیرانات، اسلامشهر و پردیس |                            | نه             | ۱٬۱۶۳٬۰۵۲       | برنده      |
| ۱۹   | پروانه مافی            | تهران، ری، شمیرانات، اسلامشهر و پردیس | کارگزاران سازندگی          | نه             | ۱٬۱۶۲٬۱۹۵       | برنده      |
| ۲۰   | بهروز نعمتی            | تهران، ری، شمیرانات، اسلامشهر و پردیس | رهروان ولایت (حامیان دولت) | آری            | ۱٬۱۵۸٬۰۳۶       | برنده      |
| ۲۱   | سیده فاطمه ذوالقدر     | تهران، ری، شمیرانات، اسلامشهر و پردیس |                            | نه             | ۱٬۱۵۵٬۲۸۴       | برنده      |
| ۲۲   | محمدجواد فتحی          | تهران، ری، شمیرانات، اسلامشهر و پردیس |                            | نه             | ۱٬۱۳۹٬۷۱۰       | برنده      |
| ۲۳   | طیبه سیاوشی شاه عنایتی | تهران، ری، شمیرانات، اسلامشهر و پردیس |                            | نه             | ۱٬۱۲۸٬۳۷۰       | برنده      |
| ۲۴   | سید فرید موسوی         | تهران، ری، شمیرانات، اسلامشهر و پردیس | اتحاد ملت                  | نه             | ۱٬۱۲۵٬۹۹۲       | برنده      |
| ۲۵   | احمد مازنی             | تهران، ری، شمیرانات، اسلامشهر و پردیس | اعتماد ملی                 | نه             | ۱٬۱۲۵٬۶۰۸       | برنده      |
| ۲۶   | محسن علیجانی زمانی     | تهران، ری، شمیرانات، اسلامشهر و پردیس | مجمع روحانیون مبارز        | نه             | ۱٬۱۲۲٬۲۵۶       | برنده      |
| ۲۷   | داوود محمدی            | تهران، ری، شمیرانات، اسلامشهر و پردیس | انجمن اسلامی معلمان ایران  | آری            | ۱٬۱۲۱٬۰۴۲       | برنده      |
| ۲۸   | محمدرضا نجفی           | تهران، ری، شمیرانات، اسلامشهر و پردیس | انجمن اسلامی معلمان ایران  | نه             | ۱٬۱۱۸٬۱۱۹       | برنده      |
| ۲۹   | علیرضا رحیمی           | تهران، ری، شمیرانات، اسلامشهر و پردیس | بنیاد باران                | نه             | ۱٬۱۱۴٬۸۳۹       | برنده      |
| ۳۰   | عبدالرضا هاشم زائی     | تهران، ری، شمیرانات، اسلامشهر و پردیس | کارگزاران سازندگی          | آری            | ۱٬۰۷۸٬۸۱۷       | برنده      |
| ۱    | محمد قمی               | پاکدشت                                |                            | آری            | ۴۶٬۳۹۸          | برنده      |
| ۱    | قاسم میرزایی نیکو      | دماوند و فیروزکوه                     |                            | نه             | ۲۰٬۶۵۹          | برنده      |
| ۱    | محمد محمودی شاه‌نشین    | شهریار                                |                            | نه             | ۸۱٬۸۲۶          | برنده      |
| ۲    | ابراهیم نکو            | رباط کریم                             |                            | آری            | ۳۳٬۳۱۱          | رای نیاورد |
| ۲    | ضرغام                  | ورامین                                |                            | نه             |                 | رای نیاورد |

### ائتلاف بزرگ اصولگرایان
در ۱۸ بهمن ۱۳۹۴، اسامی لیست سی نفری ائتلاف اصولگرایان در این دوره از انتخابات مجلس در حوزه انتخابیه تهران، ری، شمیرانات، اسلامشهر و پردیس منتشر شد. هیچ‌یک از نامزدهای این فهرست موفق به حضور در مجلس نشدند. اسامی و آرای آنان بدین شرح است:
| رتبه | نام                    | حوزهٔ انتخاباتی                        | تشکل سیاسی                    | سابقهٔ نمایندگی | نتیجه شمارش آرا | نتیجه      |
| ---- | ---------------------- | ------------------------------------- | ----------------------------- | -------------- | --------------- | ---------- |
| ۳۱   | غلامعلی حدادعادل       | تهران، ری، شمیرانات، اسلامشهر و پردیس | فراکسیون اصولگرایان           | آری            | ۱٬۰۵۷٬۶۳۹       | رای نیاورد |
| ۳۲   | مرتضی آقاتهرانی        | تهران، ری، شمیرانات، اسلامشهر و پردیس | جبهه پایداری                  | آری            | ۸۸۴٬۰۳۴         | رای نیاورد |
| ۳۳   | محمدحسن ابوترابی فرد   | تهران، ری، شمیرانات، اسلامشهر و پردیس | جامعه روحانیت مبارز           | آری            | ۸۷۱٬۴۹۷         | رای نیاورد |
| ۳۴   | احمد توکلی             | تهران، ری، شمیرانات، اسلامشهر و پردیس | فراکسیون اصولگرایان           | آری            | ۸۶۲٬۷۲۳         | رای نیاورد |
| ۳۵   | مرضیه وحید دستجردی     | تهران، ری، شمیرانات، اسلامشهر و پردیس | مستقل                         | آری            | ۸۶۰٬۳۳۳         | رای نیاورد |
| ۳۶   | بیژن نوباوه وطن        | تهران، ری، شمیرانات، اسلامشهر و پردیس | جبهه پایداری                  | آری            | ۷۸۲٬۰۹۴         | رای نیاورد |
| ۳۷   | مهرداد بذرپاش          | تهران، ری، شمیرانات، اسلامشهر و پردیس | فراکسیون اصولگرایان           | آری            | ۷۷۷٬۸۷۱         | رای نیاورد |
| ۳۸   | یحیی آل اسحاق          | تهران، ری، شمیرانات، اسلامشهر و پردیس | موتلفه اسلامی                 | نه             | ۷۷۰٬۳۳۳         | رای نیاورد |
| ۳۹   | علیرضا زاکانی          | تهران، ری، شمیرانات، اسلامشهر و پردیس | جمعیت رهپویان انقلاب اسلامی   | آری            | ۷۶۷٬۲۵۸         | رای نیاورد |
| ۴۰   | فاطمه رهبر             | تهران، ری، شمیرانات، اسلامشهر و پردیس | موتلفه اسلامی                 | آری            | ۷۶۳٬۰۸۲         | رای نیاورد |
| ۴۱   | فاطمه آلیا             | تهران، ری، شمیرانات، اسلامشهر و پردیس | جبهه پایداری                  | آری            | ۷۵۳٬۶۳۴         | رای نیاورد |
| ۴۲   | لاله افتخاری           | تهران، ری، شمیرانات، اسلامشهر و پردیس | موتلفه اسلامی                 | آری            | ۷۴۶٬۱۳۹         | رای نیاورد |
| ۴۳   | مجتبی رحماندوست        | تهران، ری، شمیرانات، اسلامشهر و پردیس | جمعیت ایثارگران انقلاب اسلامی | آری            | ۷۳۱٬۷۱۰         | رای نیاورد |
| ۴۴   | محمد سلیمانی           | تهران، ری، شمیرانات، اسلامشهر و پردیس | جبهه پایداری                  | آری            | ۷۲۱٬۶۰۳         | رای نیاورد |
| ۴۵   | غلامرضا مصباحی مقدم    | تهران، ری، شمیرانات، اسلامشهر و پردیس | جامعه روحانیت مبارز           | آری            | ۷۲۰٬۴۷۱         | رای نیاورد |
| ۴۶   | الیاس نادران           | تهران، ری، شمیرانات، اسلامشهر و پردیس | جمعیت ایثارگران انقلاب اسلامی | آری            | ۷۲۰٬۱۳۱         | رای نیاورد |
| ۴۷   | حسین مظفر              | تهران، ری، شمیرانات، اسلامشهر و پردیس | جمعیت رهپویان انقلاب اسلامی   | آری            | ۷۱۵٬۷۳۱         | رای نیاورد |
| ۴۸   | پرویز داودی            | تهران، ری، شمیرانات، اسلامشهر و پردیس | مستقل                         | نه             | ۷۱۵٬۲۵۶         | رای نیاورد |
| ۴۹   | زهره الهیان            | تهران، ری، شمیرانات، اسلامشهر و پردیس | جمعیت رهپویان انقلاب اسلامی   | آری            | ۷۰۹٬۴۳۲         | رای نیاورد |
| ۵۰   | اسماعیل کوثری          | تهران، ری، شمیرانات، اسلامشهر و پردیس | مستقل                         | آری            | ۷۰۴٬۷۱۴         | رای نیاورد |
| ۵۱   | محمدنبی حبیبی          | تهران، ری، شمیرانات، اسلامشهر و پردیس | موتلفه اسلامی                 | نه             | ۶۹۲٬۹۰۲         | رای نیاورد |
| ۵۲   | محمود نبویان           | تهران، ری، شمیرانات، اسلامشهر و پردیس | جبهه پایداری                  | آری            | ۶۹۲٬۸۸۷         | رای نیاورد |
| ۵۳   | سید علی قریشی          | تهران، ری، شمیرانات، اسلامشهر و پردیس | مستقل                         | نه             | ۶۹۲٬۲۵۸         | رای نیاورد |
| ۵۴   | زهره طبیب‌زاده نوری     | تهران، ری، شمیرانات، اسلامشهر و پردیس | جبهه پایداری                  | آری            | ۶۷۵٬۳۸۹         | رای نیاورد |
| ۵۵   | لطف‌الله فروزنده دهکردی | تهران، ری، شمیرانات، اسلامشهر و پردیس | جمعیت ایثارگران انقلاب اسلامی | نه             | ۶۷۱٬۳۹۳         | رای نیاورد |
| ۵۶   | حجت‌الله عبدالملکی      | تهران، ری، شمیرانات، اسلامشهر و پردیس | مستقل                         | نه             | ۶۶۷٬۱۷۸         | رای نیاورد |
| ۵۷   | مهدی وکیل پور          | تهران، ری، شمیرانات، اسلامشهر و پردیس | مستقل                         | نه             | ۶۶۵٬۰۱۸         | رای نیاورد |
| ۵۸   | محمد جواد عامری شهرابی | تهران، ری، شمیرانات، اسلامشهر و پردیس | مستقل                         | نه             | ۶۵۴٬۱۹۰         | رای نیاورد |
| ۵۹   | مسعود میرکاظمی         | تهران، ری، شمیرانات، اسلامشهر و پردیس | فراکسیون اصولگرایان           | آری            | ۶۲۷٬۰۳۵         | رای نیاورد |
| ۶۰   | محمد ناظمی اردکانی     | تهران، ری، شمیرانات، اسلامشهر و پردیس | فراکسیون اصولگرایان           | آری            | ۶۲۶٬۸۲۵         | رای نیاورد |
| ۲    | فرهاد بشیری            | پاکدشت                                | جبهه پایداری                  | آری            | ۲۷٬۱۵۸          | رای نیاورد |
| ۲    | سید احمد رسولی‌نژاد     | دماوند و فیروزکوه                     |                               | نه             | ۱۲٬۷۵۰          | رای نیاورد |
| ۱    | حسن نوروزی             | رباط کریم                             |                               | آری            | ۵۴٬۵۲۱          | برنده      |
| ۱    | سید حسین نقوی حسینی    | پاکدشت                                | جبهه پایداری                  | آری            | ۹۵٬۱۴۴          | برنده      |

### صدای ملت
در ۲۶ بهمن ۱۳۹۴، اسامی لیست بیست نفری صدای ملت به رهبری علی مطهری در این دوره از انتخابات مجلس در حوزه انتخابیه تهران، ری، شمیرانات، اسلامشهر و پردیس منتشر شد. این لیست شامل اسامی اصولگرایان و اصلاح طلبان میانه‌رو بود. ده تن از افراد مشترک این لیست با لیست اصلاح طلبان و حامیان دولت موفق به نتیجه به مجلس دهم شدند. اسامی و آرای اعضای این لیست از این قرار است:
| رتبه | نام                   | حوزه انتخابی                          | گرایش سیاسی         | تشکل سیاسی                 | سابقهٔ نمایندگی | نتیجه شمارش آرا | نتیجه      |
| ---- | --------------------- | ------------------------------------- | ------------------- | -------------------------- | -------------- | --------------- | ---------- |
| ۲    | علی مطهری             | تهران، ری، شمیرانات، اسلامشهر و پردیس | مستقل               |                            | آری            | ۱٬۴۴۷٬۷۱۳       | برنده      |
| ۳    | سهیلا جلودارزاده      | تهران، ری، شمیرانات، اسلامشهر و پردیس | اصلاح طلب           | خانه کارگر حزب اسلامی کار  | آری            | ۱٬۳۳۳٬۳۲۷       | برنده      |
| ۴    | علیرضا محجوب          | تهران، ری، شمیرانات، اسلامشهر و پردیس | اصلاح طلب           | خانه کارگر حزب اسلامی کار  | آری            | ۱٬۳۱۱٬۳۷۵       | برنده      |
| ۵    | الیاس حضرتی           | تهران، ری، شمیرانات، اسلامشهر و پردیس | اصلاح طلب           | اعتماد ملی                 | آری            | ۱٬۲۹۶٬۵۸۰       | برنده      |
| ۶    | کاظم جلالی            | تهران، ری، شمیرانات، اسلامشهر و پردیس | اصولگرا (اعتدالگرا) | رهروان ولایت (حامیان دولت) | آری            | ۱٬۲۹۲٬۶۸۶       | برنده      |
| ۹    | مصطفی کواکبیان        | تهران، ری، شمیرانات، اسلامشهر و پردیس | اصلاح طلب           | مردمسالاری                 | آری            | ۱٬۲۶۰٬۱۷۴       | برنده      |
| ۱۶   | علی نوبخت حقیقی       | تهران، ری، شمیرانات، اسلامشهر و پردیس | اصلاح طلب           |                            | نه             | ۱٬۱۷۳٬۰۳۶       | برنده      |
| ۱۷   | محمود صادقی           | تهران، ری، شمیرانات، اسلامشهر و پردیس | اصلاح طلب           | انجمن اسلامی مدرسین        | نه             | ۱٬۱۶۴٬۳۶۸       | برنده      |
| ۱۸   | محمدعلی وکیلی         | تهران، ری، شمیرانات، اسلامشهر و پردیس | اصلاح طلب           |                            | نه             | ۱٬۱۶۳٬۰۵۲       | برنده      |
| ۱۹   | پروانه مافی           | تهران، ری، شمیرانات، اسلامشهر و پردیس | اصلاح طلب           | کارگزاران سازندگی          | نه             | ۱٬۱۶۲٬۱۹۵       | برنده      |
| ۲۰   | بهروز نعمتی           | تهران، ری، شمیرانات، اسلامشهر و پردیس | اصولگرا (اعتدالگرا) | رهروان ولایت (حامیان دولت) | آری            | ۱٬۱۵۸٬۰۳۶       | برنده      |
| ۶۳   | حسن غفوری‌فرد          | تهران، ری، شمیرانات، اسلامشهر و پردیس | اصولگرا             | موتلفه اسلامی              | آری            | ۵۷٬۴۹۵          | رای نیاورد |
| ۶۷   | محمد خوش‌چهره          | تهران، ری، شمیرانات، اسلامشهر و پردیس | اصولگرا             |                            | آری            | ۳۹٬۸۹۴          | رای نیاورد |
| ۷۴   | حسین شیخ‌الاسلام       | تهران، ری، شمیرانات، اسلامشهر و پردیس | اصولگرا             | رهروان ولایت               | آری            | ۲۳٬۵۶۵          | رای نیاورد |
| ۷۵   | حسن سبحانی            | تهران، ری، شمیرانات، اسلامشهر و پردیس | مستقل               |                            | آری            | ۲۳٬۳۱۰          | رای نیاورد |
| ۷۶   | حسن بیادی             | تهران، ری، شمیرانات، اسلامشهر و پردیس | اصولگرا             | جبهه ایستادگی              | آری            | ۲۰٬۸۹۴          | رای نیاورد |
| ۸۴   | محمود مقدم            | تهران، ری، شمیرانات، اسلامشهر و پردیس |                     |                            | نه             | ۱۳٬۳۸۶          | رای نیاورد |
| ۸۵   | حسن زمانی             | تهران، ری، شمیرانات، اسلامشهر و پردیس | اصولگرا             |                            | آری            | ۱۳٬۳۵۱          | رای نیاورد |
| ۸۶   | محمدرضا مفتح          | تهران، ری، شمیرانات، اسلامشهر و پردیس |                     |                            | نه             | ۱۳٬۱۷۷          | رای نیاورد |
| ۸۷   | سید محمد حسینی        | تهران، ری، شمیرانات، اسلامشهر و پردیس |                     |                            | نه             | ۱۲٬۴۷۰          | رای نیاورد |
| ۸۹   | محمدرضا دشتی اردکانی  | تهران، ری، شمیرانات، اسلامشهر و پردیس | اصولگرا             |                            | نه             | ۱۱٬۹۵۶          | رای نیاورد |
| ۹۶   | محسن عابدینی پور      | تهران، ری، شمیرانات، اسلامشهر و پردیس | اصلاح طلب           |                            | نه             | ۱۰٬۸۸۴          | رای نیاورد |
| ۱۴۱  | وحید شریعتمداری       | تهران، ری، شمیرانات، اسلامشهر و پردیس |                     |                            | نه             | ۶٬۸۰۸           | رای نیاورد |
| ۱۵۳  | مژگان آژیده           | تهران، ری، شمیرانات، اسلامشهر و پردیس |                     |                            | نه             | ۶٬۳۱۹           | رای نیاورد |
| ۱۶۹  | سید محمد طباطبایی‌نژاد | تهران، ری، شمیرانات، اسلامشهر و پردیس |                     |                            | نه             | ۵٬۸۲۴           | رای نیاورد |
| ۱۹۴  | طه عبدخدایی           | تهران، ری، شمیرانات، اسلامشهر و پردیس |                     |                            | نه             | ۵٬۱۵۹           | رای نیاورد |
| ۲۰۹  | محمدصادق صالحی منش    | تهران، ری، شمیرانات، اسلامشهر و پردیس | اصلاح طلب           |                            | نه             | ۴٬۸۵۸           | رای نیاورد |
| ۲۱۱  | محمد موسی‌خانی         | تهران، ری، شمیرانات، اسلامشهر و پردیس |                     |                            | نه             | ۴٬۸۲۱           | رای نیاورد |
| ۲۴۳  | محمدرضا علایی         | تهران، ری، شمیرانات، اسلامشهر و پردیس |                     |                            | نه             | ۴٬۲۵۹           | رای نیاورد |
| ۲۵۵  | محمد سقایی            | تهران، ری، شمیرانات، اسلامشهر و پردیس |                     |                            | آری            | ۴٬۰۲۹           | رای نیاورد |

### جبهه تدبیر و توسعه
در ۲۸ بهمن ۱۳۹۴، لیست انتخاباتی جبهه تدبیر و توسعه متشکل از اصولگرایان، اصلاح طلبان و اعتدالگرایان در تهران به سرلیستی علی مطهری منتشر شد. شش تن از اعضای مشترک این لیست با لیست اصلاح طلبان و حامیان دولت توانستند به مجلس راه یابند. اسامی و آرای اعضای این لیست از این قرار است:
| رتبه | نام              | حوزه انتخابی                          | گرایش سیاسی         | تشکل سیاسی                 | سابقهٔ نمایندگی | نتیجه شمارش آرا | نتیجه      |
| ---- | ---------------- | ------------------------------------- | ------------------- | -------------------------- | -------------- | --------------- | ---------- |
| ۲    | علی مطهری        | تهران، ری، شمیرانات، اسلامشهر و پردیس | مستقل               |                            | آری            | ۱٬۴۴۷٬۷۱۳       | برنده      |
| ۳    | سهیلا جلودارزاده | تهران، ری، شمیرانات، اسلامشهر و پردیس | اصلاح طلب           | خانه کارگر حزب اسلامی کار  | آری            | ۱٬۳۳۳٬۳۲۷       | برنده      |
| ۶    | کاظم جلالی       | تهران، ری، شمیرانات، اسلامشهر و پردیس | اصولگرا (اعتدالگرا) | رهروان ولایت (حامیان دولت) | آری            | ۱٬۲۹۲٬۶۸۶       | برنده      |
| ۹    | مصطفی کواکبیان   | تهران، ری، شمیرانات، اسلامشهر و پردیس | اصلاح طلب           | مردمسالاری                 | آری            | ۱٬۲۶۰٬۱۷۴       | برنده      |
| ۱۸   | محمدعلی وکیلی    | تهران، ری، شمیرانات، اسلامشهر و پردیس | اصلاح طلب           |                            | نه             | ۱٬۱۶۳٬۰۵۲       | برنده      |
| ۱۹   | پروانه مافی      | تهران، ری، شمیرانات، اسلامشهر و پردیس | اصلاح طلب           | کارگزاران سازندگی          | نه             | ۱٬۱۶۲٬۱۹۵       | برنده      |
| ۶۷   | محمد خوش‌چهره     | تهران، ری، شمیرانات، اسلامشهر و پردیس | اصولگرا             |                            | آری            | ۳۹٬۸۹۴          | رای نیاورد |
| ۷۷   | محمود عزیزی      | تهران، ری، شمیرانات، اسلامشهر و پردیس | مستقل               | بازیگر سینما و تلویزیون    | نه             | ۱۹٬۱۳۳          | رای نیاورد |
| ۸۵   | حسن زمانی        | تهران، ری، شمیرانات، اسلامشهر و پردیس | اصولگرا             |                            | آری            | ۱۳٬۳۵۱          | رای نیاورد |
| ۸۷   | سید محمد حسینی   | تهران، ری، شمیرانات، اسلامشهر و پردیس |                     |                            | نه             | ۱۲٬۴۷۰          | رای نیاورد |
| ۱۴۱  | وحید شریعتمداری  | تهران، ری، شمیرانات، اسلامشهر و پردیس |                     |                            | نه             | ۶٬۸۰۸           | رای نیاورد |
| ۱۹۴  | طه عبدخدایی      | تهران، ری، شمیرانات، اسلامشهر و پردیس |                     |                            | نه             | ۵٬۱۵۹           | رای نیاورد |
|      | حسن بابایی       | تهران، ری، شمیرانات، اسلامشهر و پردیس |                     |                            | نه             |                 | رای نیاورد |
|      | محسن صالحی جاوید | تهران، ری، شمیرانات، اسلامشهر و پردیس |                     |                            | نه             |                 | رای نیاورد |
|      | حمیدرضا سیفی     | تهران، ری، شمیرانات، اسلامشهر و پردیس |                     |                            | نه             |                 | رای نیاورد |
|      | محمدطه عبدخدایی  | تهران، ری، شمیرانات، اسلامشهر و پردیس |                     |                            | نه             |                 | رای نیاورد |
|      | فرشید طهماسبی    | تهران، ری، شمیرانات، اسلامشهر و پردیس |                     |                            | نه             |                 | رای نیاورد |
|      | حسن یاسری        | تهران، ری، شمیرانات، اسلامشهر و پردیس |                     |                            | نه             |                 | رای نیاورد |
|      | قاسم محمد امینی  | تهران، ری، شمیرانات، اسلامشهر و پردیس |                     |                            | نه             |                 | رای نیاورد |
|      | غلامرضا محمدنژاد | تهران، ری، شمیرانات، اسلامشهر و پردیس |                     |                            | نه             |                 | رای نیاورد |
|      | علی طاهری        | تهران، ری، شمیرانات، اسلامشهر و پردیس |                     |                            | آری            |                 | رای نیاورد |
|      | سید مرتضی حسینی  | تهران، ری، شمیرانات، اسلامشهر و پردیس |                     |                            | نه             |                 | رای نیاورد |
|      | سید مجتبی میری   | تهران، ری، شمیرانات، اسلامشهر و پردیس |                     |                            | نه             |                 | رای نیاورد |
|      | سودابه جلیلی     | تهران، ری، شمیرانات، اسلامشهر و پردیس |                     |                            | نه             |                 | رای نیاورد |
|      | حمیدرضا عربی     | تهران، ری، شمیرانات، اسلامشهر و پردیس |                     |                            | نه             |                 | رای نیاورد |
|      | الهام شریفی      | تهران، ری، شمیرانات، اسلامشهر و پردیس |                     |                            | نه             |                 | رای نیاورد |
|      | وحید شریعتمداری  | تهران، ری، شمیرانات، اسلامشهر و پردیس |                     |                            | نه             |                 | رای نیاورد |
|      | محمدحسن علائی    | تهران، ری، شمیرانات، اسلامشهر و پردیس |                     |                            | نه             |                 | رای نیاورد |
|      | جواد کریم‌زادگان  | تهران، ری، شمیرانات، اسلامشهر و پردیس |                     |                            | نه             |                 | رای نیاورد |
|      | وفایی            | تهران، ری، شمیرانات، اسلامشهر و پردیس |                     |                            | نه             |                 | رای نیاورد |

### نامزدان سرشناس بدون فهرست
نامزدهایی که نامشان در هیچ‌کدام از فهرست‌های تشکل‌های سیاسی وجود ندارد ولی تأیید صلاحیت شده‌اند. نکته جالب در رتبه‌های این افراد تعداد آرای علی فلاحیان وزیر اسبق اطلاعات ایران بود که او را در جایگاه ۲۱۷ اُم در تهران قرار داد. اسامی و آرای این افراد از این قرار است:
| رتبه | نام                | حوزهٔ انتخاباتی                        | گرایش سیاسی | تشکل سیاسی   | سابقه نمایندگی | نتیجه شمارش آرا | نتیجه      |
| ---- | ------------------ | ------------------------------------- | ----------- | ------------ | -------------- | --------------- | ---------- |
| ۶۲   | حسین طلا           | تهران، ری، شمیرانات، اسلامشهر و پردیس | اصولگرا     | جبهه پایداری | آری            | ۷۴٬۴۵۸          | رای نیاورد |
| ۶۴   | مهدی کوچک زاده     | تهران، ری، شمیرانات، اسلامشهر و پردیس | اصولگرا     |              | آری            | ۴۶٬۵۲۱          | رای نیاورد |
| ۶۸   | سید محمد غرضی      | تهران، ری، شمیرانات، اسلامشهر و پردیس | مستقل       |              | آری            | ۳۴٬۱۵۰          | رای نیاورد |
| ۷۰   | سید شهاب الدین صدر | تهران، ری، شمیرانات، اسلامشهر و پردیس | اصولگرا     |              | آری            | ۳۲٬۶۲۴          | رای نیاورد |
| ۲۱۷  | علی فلاحیان        | تهران، ری، شمیرانات، اسلامشهر و پردیس | اصولگرا     |              | نه             | ۴٬۶۸۳           | رای نیاورد |

## چهارمحال و بختیاری

### ائتلاف فراگیر اصلاح طلبان: گام دوم
فهرست نامزدهای مورد حمایت ائتلاف اصلاح‌طلبان و آرای ایشان به شرح زیر است:
| رتبه | نام                 | حوزهٔ انتخاباتی             | تشکل سیاسی | سابقهٔ نمایندگی | شمار رای‌ها | نتیجه      |
| ---- | ------------------- | -------------------------- | ---------- | -------------- | ---------- | ---------- |
| ۱    | اردشیر نوریان       | شهرکرد، بن و سامان         |            | نه             | ۴۲٬۱۵۲     | برنده      |
| ۲    | علی کاظمی باباحیدری | اردل، فارسان، کوهرنگ، کیار |            | نه             | ۵۱٬۵۸۸     | برنده      |
|      | حمید شفیع‌زاده       | بروجن                      |            | نه             |            | رای نیاورد |

### ائتلاف بزرگ اصولگرایان
فهرست نامزدهای مورد حمایت ائتلاف اصولگرایان و آرای ایشان به شرح زیر است:
| رتبه | نام                   | حوزهٔ انتخاباتی             | تشکل سیاسی | سابقهٔ نمایندگی | شمار رای‌ها | نتیجه      |
| ---- | --------------------- | -------------------------- | ---------- | -------------- | ---------- | ---------- |
| ۲    | سید سعید زمانیان      | شهرکرد، بن و سامان         |            | آری            |            | رای نیاورد |
| ۲    | قدرت‌الله حمزه شلمزاری | اردل، فارسان، کوهرنگ، کیار |            | نه             | ۱۸٬۱۹۷     | رای نیاورد |

## خراسان جنوبی

### ائتلاف فراگیر اصلاح طلبان: گام دوم
فهرست نامزدهای مورد حمایت ائتلاف اصلاح‌طلبان و آرای ایشان به شرح زیر است:
| رتبه | نام          | حوزهٔ انتخاباتی  | تشکل سیاسی | سابقهٔ نمایندگی | شمار رای‌ها | نتیجه      |
| ---- | ------------ | --------------- | ---------- | -------------- | ---------- | ---------- |
| ۲    | حمید آیتی    | بیرجند و درمیان |            | نه             |            | رای نیاورد |
| ۲    | علی اسماعیلی | قائنات          |            | نه             |            | رای نیاورد |

### ائتلاف بزرگ اصولگرایان
فهرست نامزدهای مورد حمایت ائتلاف اصولگرایان به شرح زیر است:
| رتبه | نام                | حوزهٔ انتخاباتی   | تشکل سیاسی | سابقهٔ نمایندگی | شمار رای‌ها | نتیجه |
| ---- | ------------------ | ---------------- | ---------- | -------------- | ---------- | ----- |
| ۱    | سید محمدباقر عبادی | بیرجند و درمیان  |            | نه             | ۵۹٬۳۶۱     | برنده |
| ۱    | فرهاد فلاحتی       | قائنات           |            | نه             | ۳۰٬۰۱۲     | برنده |
| ۱    | نظر افضلی          | نهبندان و سربیشه |            | نه             | ۱۹٬۵۵۳     | برنده |

## خراسان رضوی

### ائتلاف فراگیر اصلاح طلبان: گام دوم
فهرست نامزدهای مورد حمایت ائتلاف اصلاح‌طلبان و آرای ایشان به شرح زیر است:
| رتبه | نام                 | حوزهٔ انتخاباتی        | تشکل سیاسی | سابقهٔ نمایندگی | شمار رای‌ها | نتیجه      |
| ---- | ------------------- | --------------------- | ---------- | -------------- | ---------- | ---------- |
| ۶    | حسین امینی          | مشهد و کلات           |            | نه             | ۲۷۲٬۰۷۰    | رای نیاورد |
| ۷    | نسرین یوسفی         | مشهد و کلات           |            | نه             | ۲۵۱٬۱۸۵    | رای نیاورد |
| ۸    | علیرضا شهریاری      | مشهد و کلات           |            | نه             | ۲۴۰٬۲۱۹    | رای نیاورد |
| ۹    | محمدرضا کلایی       | مشهد و کلات           |            | نه             | ۲۳۵٬۶۹۵    | رای نیاورد |
| ۱۰   | تقی ابراهیمی سالاری | مشهد و کلات           |            | نه             | ۲۲۶٬۶۴۵    | رای نیاورد |
|      | طاهر احمدی          | تربت حیدریه           |            | نه             |            | رای نیاورد |
|      | نگهبان سلامی        | خواف و رشتخوار        |            | نه             |            | رای نیاورد |
| ۱    | عبدالله حاتمیان     | درگز                  |            | نه             | ۱۱٬۹۲۰     | برنده      |
| ۲    | رمضانعلی سبحانی‌فر   | سبزوار و جغتای        |            | آری            | ۷۵٬۳۰۸     | برنده      |
|      | محمدرضا راه‌چمنی     | سبزوار و جغتای        |            | نه             |            | رای نیاورد |
| ۱    | بهروز بنیادی        | کاشمر                 |            | نه             | ۴۸٬۶۶۰     | برنده      |
|      | منصوریان            | گناباد                |            | نه             |            | رای نیاورد |
| ۱    | حمید گرمابی         | نیشابور               |            | نه             | ۷۵٬۶۸۶     | برنده      |
| ۱    | سعید باستانی        | تربت حیدریه و مه ولات |            | نه             | ۶۶٬۷۳۷     | برنده      |

### ائتلاف بزرگ اصولگرایان
اسامی نامزدهای ائتلاف اصولگرایان در مشهد و آرای ایشان از این قرار است:
| رتبه | نام                         | حوزهٔ انتخاباتی   | تشکل سیاسی   | سابقهٔ نمایندگی | شمار رای‌ها | نتیجه      |
| ---- | --------------------------- | ---------------- | ------------ | -------------- | ---------- | ---------- |
| ۱    | سید امیرحسین قاضی‌زاده هاشمی | مشهد و کلات      | جبهه پایداری | آری            | ۳۸۴٬۰۷۷    | برنده      |
| ۲    | نصرالله پژمان‌فر             | مشهد و کلات      | جبهه پایداری | آری            | ۳۷۷٬۷۳۴    | برنده      |
| ۳    | محمدحسین حسین‌زاده بحرینی    | مشهد و کلات      |              | آری            | ۳۵۳٬۱۱۸    | برنده      |
| ۴    | رضا شیران خراسانی           | مشهد و کلات      |              | نه             | ۳۴۳٬۷۲۲    | برنده      |
| ۵    | جواد کریمی قدوسی            | مشهد و کلات      | جبهه پایداری | آری            | ۳۲۴۴۵۰     | برنده      |
|      | محمد اسماعیل‌نیا             | کاشمر            |              | آری            |            | رای نیاورد |
|      | عباس‌علی رستمی ثانی          | قوچان و فاروج    |              | آری            |            | رای نیاورد |
|      | محمد دهقان                  | چناران و بینالود | جبهه پایداری | آری            | ۳۹٬۰۶۲     | برنده      |
|      | علی بروغنی                  | سبزوار           |              | آری            |            | رای نیاورد |
|      | علی‌اصغر عنابستانی           | سبزوار           |              | نه             |            | رای نیاورد |
|      | محمد صفایی                  | گناباد           |              | نه             |            | رای نیاورد |
|      | حسین سبحانی‌نیا              | نیشابور          |              | آری            |            | رای نیاورد |
|      | علی مروی                    | نیشابور          |              | آری            |            | رای نیاورد |
|      | حسن رزمیان مقدم             | درگز             |              | آری            |            | رای نیاورد |
| ۱    | سید احسان قاضی زاده هاشمی   | فریمان و سرخس    |              | نه             | ۳۶٬۷۴۳     | برنده      |
| ۲    | ابوالقاسم خسروی سهل آبادی   | تربت حیدریه      |              | آری            | ۳۱٬۳۱۷     | رای نیاورد |
|      | سید محسن امیرکلالی          | خواف و رشتخوار   |              | نه             |            | رای نیاورد |

## خراسان شمالی

### ائتلاف فراگیر اصلاح طلبان: گام دوم
فهرست نامزدهای مورد حمایت ائتلاف اصلاح‌طلبان و آرای ایشان به شرح زیر است:
| رتبه | نام           | حوزهٔ انتخاباتی             | تشکل سیاسی | سابقهٔ نمایندگی | شمار رای‌ها | نتیجه      |
| ---- | ------------- | -------------------------- | ---------- | -------------- | ---------- | ---------- |
| ۱    | علی اکبری     | بجنورد، مانه وسملقان و ... |            | نه             | ۱۰۳٬۰۴۶    | برنده      |
| ۲    | علی قربانی    | بجنورد، مانه وسملقان و ... |            | نه             | ۹۹٬۲۰۴     | برنده      |
|      | حاتمی         | اسفراین                    |            | نه             |            | رای نیاورد |
|      | قربانعلی اسدی | شیروان                     |            | نه             |            | رای نیاورد |

### ائتلاف بزرگ اصولگرایان
فهرست نامزدهای مورد حمایت ائتلاف اصولگرایان و آرای ایشان به شرح زیر است:
| رتبه | نام             | حوزهٔ انتخاباتی             | تشکل سیاسی | سابقهٔ نمایندگی | شمار رای‌ها | نتیجه      |
| ---- | --------------- | -------------------------- | ---------- | -------------- | ---------- | ---------- |
|      | قاسم جعفری      | بجنورد، مانه وسملقان و ... |            | آری            |            | رای نیاورد |
|      | موسی‌الرضا ثروتی | بجنورد، مانه وسملقان و ... |            | آری            |            | رای نیاورد |
| ۱    | هادی قوامی      | اسفراین                    |            | آری            | ۲۴٬۱۹۵     | برنده      |
|      | علی جدی         | شیروان                     |            | نه             |            | رای نیاورد |

## خوزستان

### ائتلاف فراگیر اصلاح طلبان: گام دوم
فهرست نامزدهای مورد حمایت ائتلاف اصلاح‌طلبان و آرای ایشان به شرح زیر است:
| رتبه | نام                    | حوزهٔ انتخاباتی                    | تشکل سیاسی | سابقهٔ نمایندگی | شمار رای‌ها | نتیجه      |
| ---- | ---------------------- | --------------------------------- | ---------- | -------------- | ---------- | ---------- |
| ۱    | جواد کاظم نسب (الباجی) | اهواز، باوی، حمیدیه و کارون       |            | نه             | ۱۲۵٬۱۹۸    | برنده      |
| ۲    | علی ساری               | اهواز، باوی، حمیدیه و کارون       |            | نه             | ۱۱۳٬۳۵۱    | برنده      |
| ۳    | همایون یوسفی           | اهواز، باوی، حمیدیه و کارون       |            | نه             | ۱۱۲٬۸۸۸    | برنده      |
| ۲    | محمودرضا ضرغامی        | بهبهان و آغاجاری                  |            | نه             | ۲۰٬۷۳۷     | رای نیاورد |
| ۱    | علی گلمرادی            | ماهشهر، امیدیه و هندیجان          |            | نه             | ۶۰٬۱۳۳     | برنده      |
| ۱    | علی‌عسگر ظاهری عبده‌وند  | مسجد سلیمان، اندیکا، لالی و هفتکل |            | نه             | ۴۵٬۵۲۲     | برنده      |
| ۲    | سید هادی طباطبایی      | ایذه و باغملک                     |            | آری            | ۲۵٬۳۱۴     | رای نیاورد |

### ائتلاف بزرگ اصولگرایان
فهرست نامزدهای مورد حمایت ائتلاف اصولگرایان و آرای ایشان به شرح زیر است:
| رتبه | نام               | حوزهٔ انتخاباتی                | تشکل سیاسی | سابقهٔ نمایندگی | شمار رای‌ها | نتیجه      |
| ---- | ----------------- | ----------------------------- | ---------- | -------------- | ---------- | ---------- |
| ۵    | شبیب جویجری       | اهواز، باوی، حمیدیه و کارون   |            | نه             | ۹۳٬۰۳۶     | رای نیاورد |
| ۶    | شکرخدا موسوی      | اهواز، باوی، حمیدیه و کارون   |            | آری            | ۷۹٬۵۷۶     | رای نیاورد |
| ۳    | غلامرضا شرفی      | آبادان                        |            | نه             | ۲۱٬۱۰۰     | برنده      |
| ۴    | سیدمحمد مولوی     | آبادان                        |            | نه             | ۱۶٬۱۸۹     | رای نیاورد |
| ۱    | فریدون حسنوند     | اندیمشک                       |            | آری            | ۳۹٬۰۹۳     | برنده      |
| ۲    | سید هادی طباطبایی | ایذه و باغملک                 |            | آری            | ۲۵٬۳۱۴     | رای نیاورد |
| ۲    | حبیب آقاجری       | بندر ماهشهر، امیدیه و هندیجان |            | آری            | ۲۹٬۰۱۰     | رای نیاورد |
| ۱    | قاسم ساعدی        | دشت آزادگان و هویزه           |            | نه             | ۲۰٬۶۴۳     | برنده      |
| ۱    | مجید ناصری نژاد   | شادگان                        |            | آری            | ۳۴٬۷۱۵     | برنده      |
| ۱    | سید راضی نوری     | شوش                           |            | آری            | ۳۷٬۷۶۴     | برنده      |
| ۲    | علیرضا ورناصری    | مسجد سلیمان                   |            | نه             | ۲۳٬۳۶۷     | رای نیاورد |
| ‍۱     | اقبال محمدیان     | رامهرمز و رامشیر              |            |                | ۲۵٬۴۵۵     | برنده      |

|2||پاپی زاده پالنگان عیسوند
|دزفول

## زنجان

### ائتلاف فراگیر اصلاح طلبان: گام دوم
فهرست نامزدهای مورد حمایت ائتلاف اصلاح‌طلبان و آرای ایشان به شرح زیر است:
| رتبه | نام            | حوزهٔ انتخاباتی   | تشکل سیاسی | سابقهٔ نمایندگی | شمار رای‌ها | نتیجه      |
| ---- | -------------- | ---------------- | ---------- | -------------- | ---------- | ---------- |
| ۳    | سید افضل موسوی | زنجان و طارم     |            | آری            | ۵۲٬۳۵۱     | رای نیاورد |
| ۴    | کریم خان‌محمدی  | زنجان و طارم     |            | نه             | ۳۱٬۹۱۰     | رای نیاورد |
|      | سجاد حسینی     | ابهر و خرمدره    |            | نه             |            | رای نیاورد |
|      | ابوالحسن رضوی  | خدابنده          |            | نه             |            | رای نیاورد |
|      | ملک حسین کریمی | ماه‌نشان و ایجرود |            | نه             |            | رای نیاورد |
| ۱    | احمد بیگدلی    | خدابنده          |            | نه             | ۳۹٬۰۸۱     | برنده      |

### ائتلاف بزرگ اصولگرایان
فهرست نامزدهای مورد حمایت ائتلاف اصولگرایان و آرای ایشان به شرح زیر است:
| رتبه | نام                   | حوزهٔ انتخاباتی   | تشکل سیاسی | سابقهٔ نمایندگی | شمار رای‌ها | نتیجه      |
| ---- | --------------------- | ---------------- | ---------- | -------------- | ---------- | ---------- |
|      | محمد اسماعیلی         | زنجان و طارم     |            | نه             |            | رای نیاورد |
|      | سیروس میانجی          | زنجان و طارم     |            | نه             |            | رای نیاورد |
| ۲    | محمدرضا خان‌محمدی خرمی | ابهر و خرمدره    |            | آری            | ۲۵٬۰۳۷     | رای نیاورد |
|      | سید محمدعلی موسوی     | خدابنده          |            | نه             |            | رای نیاورد |
|      | علی باقری             | ماه‌نشان و ایجرود |            | نه             |            | رای نیاورد |

## سمنان

### ائتلاف فراگیر اصلاح طلبان: گام دوم
فهرست نامزدهای مورد حمایت ائتلاف اصلاح‌طلبان و آرای ایشان به شرح زیر است:
| رتبه | نام            | حوزهٔ انتخاباتی   | تشکل سیاسی | سابقهٔ نمایندگی | شمار رای‌ها | نتیجه      |
| ---- | -------------- | ---------------- | ---------- | -------------- | ---------- | ---------- |
| ۱    | احمد همتی      | سمنان و مهدی شهر |            | نه             | ۳۲٬۷۷۱     | برنده      |
|      | محمدعلی محتشمی | دامغان           |            | نه             |            | رای نیاورد |
|      | حسین خوش‌قلب    | شاهرود           |            | نه             |            | رای نیاورد |
|      | احمد اسدی      | گرمسار           |            | نه             |            | رای نیاورد |

### ائتلاف بزرگ اصولگرایان
فهرست نامزدهای مورد حمایت ائتلاف اصولگرایان و آرای ایشان به شرح زیر است:
| رتبه | نام                   | حوزهٔ انتخاباتی   | تشکل سیاسی | سابقهٔ نمایندگی | شمار رای‌ها | نتیجه      |
| ---- | --------------------- | ---------------- | ---------- | -------------- | ---------- | ---------- |
| ۲    | علیرضا خسروی          | سمنان و مهدی شهر |            | نه             |            | رای نیاورد |
| ۱    | ابوالفضل حسن بیگی     | دامغان           |            | آری            | ۱۷٬۲۴۴     | برنده      |
| ۱    | سید حسن حسینی شاهرودی | شاهرود           |            | نه             | ۴۹٬۹۷۰     | برنده      |

## سیستان و بلوچستان

### ائتلاف فراگیر اصلاح طلبان: گام دوم
فهرست نامزدهای مورد حمایت ائتلاف اصلاح‌طلبان و آرای ایشان به شرح زیر است:
| رتبه | نام             | حوزهٔ انتخاباتی | تشکل سیاسی | سابقهٔ نمایندگی | شمار رای‌ها | نتیجه      |
| ---- | --------------- | -------------- | ---------- | -------------- | ---------- | ---------- |
| ۱    | علیم یارمحمدی   | زاهدان         |            | نه             | ۹۸٬۱۹۱     | برنده      |
|      | غلامرضا عزیزیان | زاهدان         |            | نه             |            | رای نیاورد |
| ۲    | احمدعلی کیخا    | زابل           |            | آری            | ۶۴٬۹۵۰     | برنده      |
|      | فرهاد شهرکی     | زابل           |            | نه             |            | رای نیاورد |

### ائتلاف بزرگ اصولگرایان
فهرست نامزدهای مورد حمایت ائتلاف اصولگرایان و آرای ایشان به شرح زیر است:
| رتبه | نام             | حوزهٔ انتخاباتی | تشکل سیاسی | سابقهٔ نمایندگی | شمار رای‌ها | نتیجه |
| ---- | --------------- | -------------- | ---------- | -------------- | ---------- | ----- |
| ۲    | حسینعلی شهریاری | زاهدان         |            | آری            | ۸۶٬۰۹۸     | برنده |

## فارس

### ائتلاف فراگیر اصلاح طلبان: گام دوم
فهرست نامزدهای مورد حمایت ائتلاف اصلاح‌طلبان، و آرای ایشان به شرح زیر است:
| رتبه | نام               | حوزهٔ انتخاباتی                    | تشکل سیاسی | سابقهٔ نمایندگی | شمار رای‌ها | نتیجه      |
| ---- | ----------------- | --------------------------------- | ---------- | -------------- | ---------- | ---------- |
| ۱    | بهرام پارسایی     | شیراز                             |            | نه             | ۱۹۷٬۴۷۱    | برنده      |
| ۲    | فرج‌الله رجبی      | شیراز                             |            | نه             | ۱۷۲٬۸۸۳    | برنده      |
| ۳    | مسعود رضایی       | شیراز                             |            | نه             | ۱۴۲٬۶۶۷    | برنده      |
| ۴    | علی اکبری         | شیراز                             |            | نه             | ۹۸٬۸۲۲     | برنده      |
|      | رحمت‌الله خسروی    | آباده و بوانات و خرم‌بید           |            | نه             |            | رای نیاورد |
|      | عابدینی           | اقلید                             |            | نه             |            | رای نیاورد |
|      | ارجمندی           | جهرم                              |            | نه             |            | رای نیاورد |
| ۱    | رضا انصاری        | داراب و زرین‌دشت                   | اعتماد ملی | نه             | ۶۲٬۲۹۱     | برنده      |
| ۱    | کورش کرم‌پور حقیقی | فیروزآباد، فراشبند و قیر و کارزین |            | نه             | ۴۸٬۹۷۳     | برنده      |
| ۱    | سید محسن علوی     | لامرد و مهر                       |            | نه             | ۴۰٬۴۱۴     | برنده      |
| ۱    | مسعود گودرزی      | ممسنی                             |            | نه             | ۵۵٬۹۹۵     | برنده      |
|      | محمدصادق کشفی‌نژاد | نی‌ریز و استهبان                   |            | نه             |            | رای نیاورد |
| ۱    | اصغر مسعودی       | نی‌ریز و استهبان                   |            | نه             | ۳۴٬۳۸۱     | برنده      |

### ائتلاف بزرگ اصولگرایان
فهرست نامزدهای مورد حمایت ائتلاف اصولگرایان و آرای ایشان به شرح زیر است:
| رتبه | نام                | حوزهٔ انتخاباتی                     | تشکل سیاسی | سابقهٔ نمایندگی | شمار رای‌ها | نتیجه      |
| ---- | ------------------ | ---------------------------------- | ---------- | -------------- | ---------- | ---------- |
| ۵    | جعفر قادری         | شیراز                              |            | آری            | ۶۷٬۲۲۹     | رای نیاورد |
|      | سید احمدرضا دستغیب | شیراز                              |            | آری            |            | رای نیاورد |
|      | فریدون عباسی       | شیراز                              |            | نه             |            | رای نیاورد |
|      | حسین نجابت         | شیراز                              |            | آری            |            | رای نیاورد |
|      | سید ابراهیم حسینی  | آباده و بوانات و خرم‌بید            |            | نه             |            | رای نیاورد |
|      | الیاس طاهری        | اقلید                              |            | نه             |            | رای نیاورد |
|      | محمدرضا رضایی کوچی | جهرم                               |            | نه             | ۵۳٬۸۸۲     | برنده      |
| ۱    | محمدجواد عسکری     | داراب و زرین‌دشت                    |            | نه             | ۲۷٬۲۶۱     | رای نیاورد |
|      | محمدحسن دوگانی     | فسا                                |            | نه             |            | رای نیاورد |
|      | سید یونس موسوی     | فیروزآباد و فراشبند و قیر و کارزین |            | نه             |            | رای نیاورد |
|      | سید موسی موسوی     | لامرد و مهر                        |            | نه             |            | رای نیاورد |
| ۲    | فرهاد طهماسبی      | نی‌ریز و استهبان                    |            |                | ۱۶٬۳۳۰     | رای نیاورد |
| ۱    | داریوش اسماعیلی    | سروستان و کوار و کربال             |            | آری            | ۵۶٬۹۴۱     | برنده      |
| ۱    | جمشید جعفرپور      | لارستان، خنج، گراش و اوز           |            | آری            | ۳۸٬۷۶۶     | برنده      |
| ۱    | محمدمهدی برومندی   | مرودشت و پاسارگاد و ارسنجان        |            | آری            | ۵۵٬۷۹۷     | برنده      |

## قزوین

### ائتلاف فراگیر اصلاح طلبان: گام دوم
فهرست نامزدهای مورد حمایت ائتلاف اصلاح‌طلبان و آرای ایشان به شرح زیر است:
| رتبه | نام                 | حوزهٔ انتخاباتی      | تشکل سیاسی | سابقهٔ نمایندگی | نتیجه شمارش آرا | نتیجه |
| ---- | ------------------- | ------------------- | ---------- | -------------- | --------------- | ----- |
| ۲    | سیده حمیده زرآبادی  | قزوین، آبیک و البرز |            | نه             | ۱۰۷٬۳۹۱         | برنده |
| ۱    | روح‌الله بابایی صالح | بوئین زهرا و آوج    |            | نه             | ۳۳٬۴۸۶          | برنده |
| ۱    | بهمن طاهرخانی       | تاکستان             |            | نه             | ۴۰٬۴۰۶          | برنده |

### ائتلاف بزرگ اصولگرایان
فهرست نامزدهای مورد حمایت ائتلاف اصولگرایان و آرای ایشان به شرح زیر است:
| رتبه | نام             | حوزهٔ انتخاباتی      | تشکل سیاسی | سابقهٔ نمایندگی | نتیجه شمارش آرا | نتیجه      |
| ---- | --------------- | ------------------- | ---------- | -------------- | --------------- | ---------- |
|      | سید مرتضی حسینی | قزوین، آبیک و البرز |            | نه             |                 | رای نیاورد |
|      | فاطمه محمدبیگی  | قزوین، آبیک و البرز |            | نه             |                 | رای نیاورد |
|      | روح‌الله عباسپور | بوئین زهرا و آوج    |            | نه             |                 | رای نیاورد |
|      | رجب رحمانی      | تاکستان             |            | آری            |                 | رای نیاورد |

## قم

### ائتلاف فراگیر اصلاح طلبان: گام دوم
فهرست نامزدهای مورد حمایت ائتلاف اصلاح‌طلبان و آرای ایشان به شرح زیر است:
| رتبه | نام                 | حوزهٔ انتخاباتی | تشکل سیاسی                 | سابقهٔ نمایندگی | نتیجه شمارش آرا | نتیجه      |
| ---- | ------------------- | -------------- | -------------------------- | -------------- | --------------- | ---------- |
| ۲    | علی اردشیر لاریجانی | قم             | رهروان ولایت (حامیان دولت) | آری            | ۱۹۱٬۳۲۹         | برنده      |
|      | علی بنائی           | قم             |                            |                |                 | رای نیاورد |
|      | شادنوش              | قم             |                            |                |                 | رای نیاورد |

### ائتلاف بزرگ اصولگرایان
فهرست نامزدهای مورد حمایت ائتلاف اصولگرایان و آرای ایشان به شرح زیر است:
| رتبه | نام                    | حوزهٔ انتخاباتی | تشکل سیاسی   | سابقهٔ نمایندگی | نتیجه شمارش آرا | نتیجه      |
| ---- | ---------------------- | -------------- | ------------ | -------------- | --------------- | ---------- |
| ۱    | احمد امیرآبادی فراهانی | قم             | جبهه پایداری | آری            | ۲۶۳٬۸۸۵         | برنده      |
| ۳    | مجتبی ذوالنوری         | قم             | جبهه پایداری | نه             | ۱۶۸٬۳۹۷         | برنده      |
|      | رضا آشتیانی عراقی      | قم             | جبهه پایداری | نه             |                 | رای نیاورد |

## کردستان

### ائتلاف فراگیر اصلاح طلبان: گام دوم
فهرست نامزدهای مورد حمایت ائتلاف اصلاح‌طلبان و آرای ایشان به شرح زیر است:
| رتبه | نام            | حوزهٔ انتخاباتی | تشکل سیاسی | سابقهٔ نمایندگی | نتیجه شمارش آرا | نتیجه      |
| ---- | -------------- | -------------- | ---------- | -------------- | --------------- | ---------- |
|      | فیروز عارفی    | مریوان         |            | نه             |                 | رای نیاورد |
| ۳    | بختیار عزت‌پناه | سقز و بانه     |            |                | ۱۷٬۷۵۷          | رای نیاورد |

### ائتلاف بزرگ اصولگرایان
لیستی معرفی نشد.

## کرمان

### ائتلاف فراگیر اصلاح طلبان: گام دوم
فهرست نامزدهای مورد حمایت ائتلاف اصلاح‌طلبان و آرای ایشان به شرح زیر است:
| رتبه | نام                   | حوزهٔ انتخاباتی       | تشکل سیاسی | سابقهٔ نمایندگی | نتیجه شمارش آرا | نتیجه      |
| ---- | --------------------- | -------------------- | ---------- | -------------- | --------------- | ---------- |
|      | زهره سالاری           | کرمان و راور         |            | نه             |                 | رای نیاورد |
|      | غلامعباس نوذری        | کرمان و راور         |            | نه             |                 | رای نیاورد |
| ۱    | علی برز بختیاری       | بافت، رابر و ارزوئیه |            | نه             | ۲۱٬۵۷۳          | برنده      |
| ۱    | حبیب‌الله نیکزاده پناه | بم، ریگان و فهرج     |            | نه             | ۷۲٬۹۸۵          | برنده      |
| ۱    | احمد محمدی انارکی     | رفسنجان و انار       |            | نه             | ۵۶٬۴۶۴          | برنده      |
| ۱    | حسین امیری خامکانی    | زرند و کوهبنان       |            | نه             | ۳۵٬۶۹۱          | برنده      |
| ۱    | علی اسدی کرم          | شهربابک              |            | نه             | ۱۶٬۹۵۶          | برنده      |
| ۱    | احمد حمزه             | کهنوج                |            | نه             | ۷۹٬۲۴۳          | برنده      |
|      | ذبیح‌الله اعظمی        | جیرفت                |            | نه             |                 | رای نیاورد |
|      | مهدیه اسدی زیدآبادی   | سیرجان و بردسیر      |            | نه             |                 | رای نیاورد |

### ائتلاف بزرگ اصولگرایان
فهرست نامزدهای مورد حمایت ائتلاف اصولگرایان و آرای ایشان به شرح زیر است:
| رتبه | نام                         | حوزهٔ انتخاباتی       | تشکل سیاسی | سابقهٔ نمایندگی | نتیجه شمارش آرا | نتیجه      |
| ---- | --------------------------- | -------------------- | ---------- | -------------- | --------------- | ---------- |
| ۱    | محمدرضا پورابراهیمی داورانی | کرمان و راور         |            | آری            | ۱۵۷٬۴۵۰         | برنده      |
| ۲    | محمدمهدی زاهدی              | کرمان و راور         |            | آری            | ۱۰۸٬۳۱۶         | برنده      |
|      | علیرضا منظری توکلی          | بافت، رابر و ارزوئیه |            | آری            |                 | رای نیاورد |
|      | موسی غضنفرآبادی             | بم، ریگان و فهرج     |            | آری            |                 | رای نیاورد |
|      | سید محمد حسینی              | رفسنجان و انار       |            | آری            |                 | رای نیاورد |
|      | حسن رحمانی                  | زرند و کوهبنان       |            | نه             |                 | رای نیاورد |
|      | حسین فتاحی                  | شهربابک              |            | آری            |                 | رای نیاورد |

## کرمانشاه

### ائتلاف فراگیر اصلاح طلبان: گام دوم
فهرست نامزدهای مورد حمایت ائتلاف اصلاح‌طلبان و آرای ایشان به شرح زیر است:
| رتبه | نام               | حوزهٔ انتخاباتی                      | تشکل سیاسی | سابقهٔ نمایندگی | نتیجه شمارش آرا | نتیجه      |
| ---- | ----------------- | ----------------------------------- | ---------- | -------------- | --------------- | ---------- |
| ۳    | احمد صفری         | کرمانشاه                            |            | نه             | ۷۴٬۳۰۴          | برنده      |
| ۴    | سیدسعید حیدری طیب | کرمانشاه                            |            | آری            | ۵۰٬۵۵۴          | رای نیاورد |
| ۷    | بهروز خسروی       | کرمانشاه                            |            | نه             | ۳۶٬۳۵۲          | رای نیاورد |
|      | محمدحسین خوش‌اقبال | سنقر و کلیائی                       |            | نه             |                 | رای نیاورد |
| ۱    | حسن سلیمانی       | کنگاور، صحنه، هرسین، بیستون و دینور |            | آری            | ۴۸٬۸۹۱          | برنده      |

### ائتلاف بزرگ اصولگرایان
فهرست نامزدهای مورد حمایت ائتلاف اصولگرایان و آرای ایشان به شرح زیر است:
| رتبه | نام                | حوزهٔ انتخاباتی                        | تشکل سیاسی | سابقهٔ نمایندگی | نتیجه شمارش آرا | نتیجه      |
| ---- | ------------------ | ------------------------------------- | ---------- | -------------- | --------------- | ---------- |
| ۱    | عبدالرضا مصری      | کرمانشاه                              |            | نه             | ۱۴۳٬۹۲۸         | برنده      |
| ۲    | سید قاسم جاسمی     | کرمانشاه                              |            | آری            | ۱۰۶٬۴۵۴         | برنده      |
| ۵    | محمد کرمی‌راد       | کرمانشاه                              |            | نه             | ۴۷٬۰۴۴          | رای نیاورد |
| ۸    | ابراهیم عزیزی      | کرمانشاه                              |            | نه             | ۳۱٬۶۶۴          | رای نیاورد |
| ۱    | سید جواد حسینی کیا | سنقر و کلیائی                         |            | نه             | ۱۴٬۷۸۵          | برنده      |
| ۱    | حسن سلیمانی        | کنگاور، صحنه، هرسین، بیستون و دینور   |            | آری            | ۴۸٬۸۹۱          | برنده      |
| ۱    | شهاب نادری         | پاوه، جوانرود، ثلاث باباجانی و روانسر |            | آری            | ۳۲٬۵۱۴          | برنده      |

## کهگیلویه و بویراحمد

### ائتلاف فراگیر اصلاح طلبان: گام دوم
فهرست نامزدهای مورد حمایت ائتلاف اصلاح‌طلبان و آرای ایشان به شرح زیر است:
| رتبه | نام              | حوزهٔ انتخاباتی | تشکل سیاسی | سابقهٔ نمایندگی | نتیجه شمارش آرا | نتیجه      |
| ---- | ---------------- | -------------- | ---------- | -------------- | --------------- | ---------- |
|      | محمد بهرامی      | بویراحمد و دنا |            | نه             |                 | رای نیاورد |
|      | کامرانی          | کهگیلویه       |            | نه             |                 | رای نیاورد |
| ۱    | غلامرضا تاجگردون | گچساران        |            | آری            | ۶۶٬۱۰۳          | برنده      |

### ائتلاف بزرگ اصولگرایان
فهرست نامزدهای مورد حمایت ائتلاف اصولگرایان و آرای ایشان به شرح زیر است:
| رتبه | نام            | حوزهٔ انتخاباتی | تشکل سیاسی | سابقهٔ نمایندگی | نتیجه شمارش آرا | نتیجه      |
| ---- | -------------- | -------------- | ---------- | -------------- | --------------- | ---------- |
|      | ستار هدایتخواه | بویراحمد و دنا |            | نه             |                 | رای نیاورد |
|      | علی فولادی‌وندا | گچساران        |            | نه             |                 | رای نیاورد |

## گلستان

### ائتلاف فراگیر اصلاح طلبان: گام دوم
فهرست نامزدهای مورد حمایت ائتلاف اصلاح‌طلبان و آرای ایشان به شرح زیر است:
| رتبه | نام               | حوزهٔ انتخاباتی                    | تشکل سیاسی | سابقهٔ نمایندگی | نتیجه شمارش آرا | نتیجه      |
| ---- | ----------------- | --------------------------------- | ---------- | -------------- | --------------- | ---------- |
| ۱    | نبی هزارجریبی     | گرگان و آق‌قلا                     |            | نه             | ۷۸٬۰۰۱          | برنده      |
| ۲    | نورمحمد تربتی‌نژاد | گرگان و آق‌قلا                     |            | نه             | ۷۵٬۳۲۳          | برنده      |
| ۱    | شهرام کوسه غراوی  | مینودشت، گالیکش، کلاله و مراوه‌تپه |            | نه             | ۷۴٬۳۲۹          | برنده      |
|      | غلامعلی شهمرادی   | مینودشت، گالیکش، کلاله و مراوه‌تپه |            | نه             |                 | رای نیاورد |
| ۱    | رامین نورقلی پور  | کردکوی و ترکمن و بندرگز           |            | نه             | ۶۹٬۴۸۰          | برنده      |
|      | غلامعلی کوهساری   | آزادشهر و رامیان                  |            | نه             |                 | رای نیاورد |
| ۱    | قرجه طیار         | گنبدکاووس                         |            | نه             | ۵۰٬۸۲۲          | برنده      |

### ائتلاف بزرگ اصولگرایان
فهرست نامزدهای مورد حمایت ائتلاف اصولگرایان و آرای ایشان به شرح زیر است:
| رتبه | نام                    | حوزهٔ انتخاباتی          | تشکل سیاسی | سابقهٔ نمایندگی | نتیجه شمارش آرا | نتیجه      |
| ---- | ---------------------- | ----------------------- | ---------- | -------------- | --------------- | ---------- |
| ۳    | سیدعلی طاهری           | گرگان و آق قلا          |            | آری            | ۴۳٬۳۰۱          | رای نیاورد |
|      | عیسی امامی             | گرگان و آق قلا          |            | آری            |                 | رای نیاورد |
| ۱    | رحمت‌الله جلالی میاندره | کردکوی و ترکمن و بندرگز |            | نه             | ۲۴٬۷۳۳          | رای نیاورد |

## گیلان

### ائتلاف فراگیر اصلاح طلبان: گام دوم
فهرست نامزدهای مورد حمایت ائتلاف اصلاح‌طلبان و آرای ایشان به شرح زیر است:
| رتبه | نام                        | حوزهٔ انتخاباتی         | تشکل سیاسی | سابقهٔ نمایندگی | نتیجه شمارش آرا  | نتیجه      |
| ---- | -------------------------- | ---------------------- | ---------- | -------------- | ---------------- | ---------- |
| ۱    | غلامعلی جعفرزاده ایمن‌آبادی | رشت                    |            | آری            | ۹۰٬۹۲۱           | برنده      |
| ۳    | محمدصادق حسنی جوریابی      | رشت                    |            | نه             | ۵۰٬۴۳۶ (دور دوم) | برنده      |
| ۶    | سید محمدحسن واحدی واعظ     | رشت                    |            | نه             | ۳۱٬۵۹۱           | رای نیاورد |
| ۱    | محمدحسین قربانی            | آستانه اشرفیه          |            | آری            | ۱۹٬۳۱۱           | برنده      |
| ۴    | حسن میرزاپور               | بندر انزلی             |            | نه             | ۴٬۷۰۷            | رای نیاورد |
| ۲    | منصور یوسفی جولندان        | تالش، رضوانشهر و ماسال |            | نه             | ۴۰٬۶۹۱           | رای نیاورد |
| ۱    | منوچهر جمالی سوسفی         | رودبار                 |            | نه             | ۲۸٬۳۷۰ (دور دوم) | برنده      |
| ۲    | محمدمهدی رهبری املشی       | رودسر و املش           |            | آری            | ۴۰٬۱۹۴           | رای نیاورد |
| ۱    | محمدمهدی افتخاری           | فومن و شفت             |            | نه             | ۳۳٬۶۴۷           | برنده      |
| ۲    | ابوذر ندیمی                | لاهیجان و سیاهکل       |            | آری            | ۳۹٬۸۹۴           | رای نیاورد |
| ۱    | مهرداد بائوج لاهوتی        | لنگرود                 |            | آری            | ۲۸٬۸۴۶           | برنده      |

### ائتلاف بزرگ اصولگرایان
فهرست نامزدهای مورد حمایت ائتلاف اصولگرایان و آرای ایشان به شرح زیر است:
| رتبه | نام                        | حوزهٔ انتخاباتی         | تشکل سیاسی | سابقهٔ نمایندگی | شمار رای‌ها       | نتیجه      |
| ---- | -------------------------- | ---------------------- | ---------- | -------------- | ---------------- | ---------- |
| ۲    | جبار کوچکی نژاد ارم ساداتی | رشت                    |            | آری            | ۵۴٬۲۳۱ (دور دوم) | برنده      |
| ۴    | سید علی آقازاده دافساری    | رشت                    |            | آری            | ۴۸٬۰۱۳ (دور دوم) | رای نیاورد |
| ۵    | سید ولی‌الله عظمتی          | رشت                    |            | نه             | ۲۹٬۸۷۶ (دور دوم) | رای نیاورد |
| ۲    | غلامرضا مرحبا              | آستارا                 |            | نه             | ۱۰٬۶۰۸           | رای نیاورد |
| ۱    | محمدحسین قربانی            | آستانه اشرفیه          |            | آری            | ۱۹٬۳۱۱           | برنده      |
| ۱    | حسن خسته‌بند                | بندر انزلی             |            | آری            | ۱۴٬۹۴۸           | برنده      |
| ۱    | محمود شکری                 | تالش، رضوانشهر و ماسال |            | آری            | ۴۸٬۸۸۶           | برنده      |
| ۴    | عباس صفایی                 | رودبار                 |            | نه             | ۶٬۵۵۲            | رای نیاورد |
| ۱    | اسدالله عباسی              | رودسر و املش           |            | آری            | ۴۰٬۳۴۵           | برنده      |
| ۳    | خلیل بهروزی‌فر              | فومن و شفت             |            | نه             | ۳۰٬۳۲۳           | رای نیاورد |
| ۱    | ذبیح نیکفر لیالستانی       | لاهیجان و سیاهکل       |            | نه             | ۴۷٬۳۴۱           | برنده      |
| ۲    | سید گل‌آقا پورعباس          | لنگرود                 |            | نه             | ۲۴٬۳۱۰           | رای نیاورد |

### صدای ملت
اسامی و آرای اعضای این لیست از این قرار است:
| رتبه | نام                        | حوزه انتخابی | گرایش سیاسی | تشکل سیاسی | سابقهٔ نمایندگی | نتیجه شمارش آرا | نتیجه |
| ---- | -------------------------- | ------------ | ----------- | ---------- | -------------- | --------------- | ----- |
| ۱    | غلامعلی جعفرزاده ایمن‌آبادی | رشت          | اعتدالگرا   |            | آری            | ۹۰٬۹۲۱          | برنده |
| ۱    | سید کاظم دلخوش اباتری      | صومعه‌سرا     | اعتدالگرا   |            | آری            | ۳۵٬۹۰۶          | برنده |

### جبهه تدبیر و توسعه
در ۲ اسفند ۱۳۹۴، لیست انتخاباتی جبهه تدبیر و توسعه در گیلان منتشر شد. دو نفر از اعضای مشترک این لیست با لیست اصلاح طلبان توانستند به مجلس راه یابند. اسامی و آرای اعضای این لیست از این قرار است:
| رتبه | نام                        | حوزه انتخابی           | گرایش سیاسی | تشکل سیاسی         | سابقهٔ نمایندگی | نتیجه شمارش آرا | نتیجه      |
| ---- | -------------------------- | ---------------------- | ----------- | ------------------ | -------------- | --------------- | ---------- |
| ۱    | غلامعلی جعفرزاده ایمن‌آبادی | رشت                    | اعتدالگرا   |                    | آری            | ۹۰٬۹۲۱          | برنده      |
| ۴    | بختیار حیدرنیا             | آستارا                 | اعتدالگرا   | حزب اعتدال و توسعه | نه             | ۵٬۷۸۶           | رای نیاورد |
| ۷    | عزیزالله هادی‌پور           | بندر انزلی             | مستقل       |                    | نه             | ۱٬۸۹۹           | رای نیاورد |
| ۱    | سید کاظم دلخوش اباتری      | صومعه‌سرا               | اعتدالگرا   |                    | آری            | ۳۵٬۹۰۶          | برنده      |
| ۲    | منصور یوسفی جولندان        | تالش، رضوانشهر و ماسال | اصلاح طلب   |                    | نه             | ۴۰٬۶۹۱          | رای نیاورد |
| ۱    | محمدمهدی افتخاری           | فومن و شفت             | اصلاح طلب   |                    | نه             | ۳۳٬۶۴۷          | برنده      |
| ۲    | ابوذر ندیمی                | لاهیجان و سیاهکل       | اعتدالگرا   | حزب اعتدال و توسعه | آری            | ۳۹٬۸۹۴          | رای نیاورد |

## لرستان

### ائتلاف فراگیر اصلاح طلبان: گام دوم
فهرست نامزدهای مورد حمایت ائتلاف اصلاح‌طلبان و آرای ایشان به شرح زیر است:
| رتبه | نام                | حوزهٔ انتخاباتی | تشکل سیاسی | سابقهٔ نمایندگی | نتیجه شمارش آرا | نتیجه      |
| ---- | ------------------ | -------------- | ---------- | -------------- | --------------- | ---------- |
| ۱    | صید محمد بیرانوندی | خرم‌آباد و دوره |            | نه             | ۷۵٬۰۰۸          | برنده      |
|      | بهزاد مؤمنی        | خرم‌آباد و دوره |            | نه             |                 | رای نیاورد |
|      | داراب گنجی         | الیگودرز       |            | نه             |                 | رای نیاورد |
|      | محمد ابوالفتحی     | بروجرد         |            | نه             |                 | رای نیاورد |
|      | محسن روبخشان       | بروجرد         |            | نه             |                 | رای نیاورد |
|      | مصطفی چراغی        | پل‌دختر         |            | نه             |                 | رای نیاورد |

### ائتلاف بزرگ اصولگرایان
| رتبه | نام               | حوزهٔ انتخاباتی | تشکل سیاسی | سابقهٔ نمایندگی | نتیجه شمارش آرا | نتیجه      |
| ---- | ----------------- | -------------- | ---------- | -------------- | --------------- | ---------- |
| ۲    | علاءالدین بروجردی | بروجرد         |            | آری            | ۴۱٬۳۳۰          | برنده      |
| ۱    | حسین گودرزی       | دورود و ازنا   |            | نه             | ۲۰٬۹۹۴          | رای نیاورد |
| ۱    | سید حمیدرضا کاظمی | پل‌دختر         |            | نه             | ۱۸٬۹۵۰          | برنده      |

## مازندران

### ائتلاف فراگیر اصلاح طلبان: گام دوم
فهرست نامزدهای مورد حمایت ائتلاف اصلاح‌طلبان و آرای ایشان به شرح زیر است:
| رتبه | نام                   | حوزهٔ انتخاباتی                   | تشکل سیاسی | سابقهٔ نمایندگی | شمار رای‌ها | نتیجه      |
| ---- | --------------------- | -------------------------------- | ---------- | -------------- | ---------- | ---------- |
| ۱    | علی‌اصغر یوسف‌نژاد      | ساری و میاندورود                 |            | آری            | ۱۱۶٬۵۴۰    | برنده      |
| ۲    | محمد دامادی           | ساری و میاندورود                 |            | آری            | ۶۷٬۱۵۸     | برنده      |
| ۱    | علی نجفی              | بابل                             |            | نه             | ۶۲٬۷۰۸     | برنده      |
| ۱    | عبدالله رضیان         | قائمشهر، سوادکوه، جویبار و سیمرغ |            |                | ۶۲٬۱۹۲     | برنده      |
|      | ولی‌الله رعیت          | قائمشهر، سوادکوه، جویبار و سیمرغ |            | آری            |            | رای نیاورد |
| ۱    | شمس‌الله شریعت‌نژاد     | تنکابن، رامسر و عباس‌آباد         |            |                | ۴۶٬۵۲۸     | برنده      |
| ۳    | سید رضوان هاشم‌ورزی    | بابلسر و فریدونکنار              |            |                | ۸٬۳۶۷      | رای نیاورد |
| ۱    | قاسم احمدی لاشکی      | نوشهر، چالوس و کلاردشت           |            |                | ۳۹٬۹۸۶     | برنده      |
|      | نریمان فاخری          | نوشهر، چالوس و کلاردشت           | مستقل      | نه             |            | رای نیاورد |
|      | حسینعلی قاسم‌زاده      | بابل                             |            |                |            | رای نیاورد |
| ۲    | سید احمد میری قلعه‌سری | بهشهر، نکا و گلوگاه              | اصلاح طلب  | نه             | ۳۸٬۶۴۱     | رای نیاورد |
|      | یزدانی                | نور و محمودآباد                  |            | نه             |            | رای نیاورد |

### ائتلاف بزرگ اصولگرایان
فهرست نامزدهای مورد حمایت ائتلاف اصولگرایان و آرای ایشان به شرح زیر است:
| رتبه | نام                   | حوزهٔ انتخاباتی                   | تشکل سیاسی | سابقهٔ نمایندگی | شمار رای‌ها | نتیجه      |
| ---- | --------------------- | -------------------------------- | ---------- | -------------- | ---------- | ---------- |
|      | منصورعلی زارعی        | ساری و میاندورود                 |            | نه             |            | رای نیاورد |
|      | سید محمدباقر پیشنمازی | ساری و میاندورود                 |            | نه             |            | رای نیاورد |
|      | علی‌اکبر ناصری         | بابل                             |            | آری            |            | رای نیاورد |
|      | عابدین مؤمنی          | بابل                             |            | نه             |            | رای نیاورد |
| ۳    | احمدعلی مقیمی         | بهشهر، نکا و گلوگاه              |            | آری            | ۲۲٬۵۰۱     | رای نیاورد |
| ۲    | سید علی ادیانی راد    | قائمشهر، سوادکوه، جویبار و سیمرغ |            |                | ۵۱٬۲۲۲     | برنده      |
| ۳    | کمال علی‌پور خنکداری   | قائمشهر، سوادکوه، جویبار و سیمرغ |            |                | ۴۶٬۵۱۲     | رای نیاورد |
| ۱    | ولی‌الله نانواکناری    | بابلسر و فریدونکنار              |            | نه             | ۳۹٬۳۱۹     | برنده      |
| ۳    | سید هاشم فاطمی چتن    | نوشهر، چالوس و کلاردشت           |            | نه             | ۱۸٬۱۷۹     | رای نیاورد |

### صدای ملت
اسامی و آرای اعضای این لیست از این قرار است:
| رتبه | نام           | حوزه انتخابی        | گرایش سیاسی | تشکل سیاسی | سابقهٔ نمایندگی | نتیجه شمارش آرا | نتیجه |
| ---- | ------------- | ------------------- | ----------- | ---------- | -------------- | --------------- | ----- |
| ۱    | علی‌محمد شاعری | بهشهر، نکا و گلوگاه | اصولگرا     | حزب مؤتلفه | نه             | ۷۰٬۴۰۳          | برنده |

## مرکزی

### ائتلاف فراگیر اصلاح طلبان: گام دوم
فهرست نامزدهای مورد حمایت ائتلاف اصلاح‌طلبان و آرای ایشان به شرح زیر است:
| رتبه | نام            | حوزهٔ انتخاباتی       | تشکل سیاسی | سابقهٔ نمایندگی | شمار رای‌ها | نتیجه      |
| ---- | -------------- | -------------------- | ---------- | -------------- | ---------- | ---------- |
| ۲    | سید مهدی مقدسی | اراک، کمیجان و خنداب |            | نه             | ۸۸٬۰۹۴     | برنده      |
|      | داوود نعیمی    | اراک، کمیجان و خنداب |            | نه             |            | رای نیاورد |
|      | مطلبی          | خمین                 |            | نه             |            | رای نیاورد |
| ۱    | علی ابراهیمی   | شازند                |            | نه             | ۲۳٬۵۳۶     | برنده      |
| ۱    | محمدرضا منصوری | ساوه و زرندیه        |            | نه             | ۳۶٬۲۶۴     | برنده      |

### ائتلاف بزرگ اصولگرایان
فهرست نامزدهای مورد حمایت ائتلاف اصولگرایان و آرای ایشان به شرح زیر است:
| رتبه | نام             | حوزهٔ انتخاباتی       | تشکل سیاسی | سابقهٔ نمایندگی | شمار رای‌ها | نتیجه      |
| ---- | --------------- | -------------------- | ---------- | -------------- | ---------- | ---------- |
| ۱    | علی اکبر کریمی  | اراک، کمیجان و خنداب |            | آری            | ۱۰۳٬۲۳۴    | برنده      |
| ۳    | محمدحسن آصفری   | اراک، کمیجان و خنداب |            | آری            | ۵۹٬۰۲۸     | رای نیاورد |
|      | مجتبی ابراهیمی  | خمین                 |            | نه             |            | رای نیاورد |
|      | قاسم عزیزی      | شازند                |            | نه             |            | رای نیاورد |
| ۲    | شهلا میرگلوبیات | ساوه و زرندیه        |            | آری            | ۲۳٬۸۸۱     | رای نیاورد |
| ۱    | علیرضا سلیمی    | محلات و دلیجان       |            | آری            | ۱۱٬۴۷۰     | برنده      |

## هرمزگان

### ائتلاف فراگیر اصلاح طلبان: گام دوم
فهرست نامزدهای مورد حمایت ائتلاف اصلاح‌طلبان و آرای ایشان به شرح زیر است:
| رتبه | نام            | حوزهٔ انتخاباتی             | تشکل سیاسی | سابقهٔ نمایندگی | شمار رای‌ها | نتیجه      |
| ---- | -------------- | -------------------------- | ---------- | -------------- | ---------- | ---------- |
| ۱    | مصطفی ذوالقدر  | میناب، رودان، جاسک و سیریک |            | آری            | ۷۵٬۱۷۵     | برنده      |
| ۱    | خالد زمزم نژاد | بندر لنگه، بستک و پارسیان  |            | نه             | ۶۰٬۷۵۹     | ابطال آراء |

### ائتلاف بزرگ اصولگرایان
فهرست نامزدهای مورد حمایت ائتلاف اصولگرایان و آرای ایشان به شرح زیر است:
| رتبه | نام                | حوزهٔ انتخاباتی                          | تشکل سیاسی | سابقهٔ نمایندگی | شمار رای‌ها | نتیجه      |
| ---- | ------------------ | --------------------------------------- | ---------- | -------------- | ---------- | ---------- |
| ۱    | حسین هاشمی تختی    | بندرعباس، قشم، ابوموسی، حاجی‌آباد و خمیر |            | نه             | ۱۷۷٬۸۲۶    | برنده      |
| ۳    | محمد آشوری تازیانی | بندرعباس، قشم، ابوموسی، حاجی‌آباد و خمیر |            | آری            | ۱۲۷٬۳۶۹    | برنده      |
| ۵    | ابوالقاسم جراره    | بندرعباس، قشم، ابوموسی، حاجی‌آباد و خمیر |            | آری            | ۵۷٬۷۶۳     | رای نیاورد |
| ۲    | احمد جباری         | بندر لنگه، بستک و پارسیان               |            | آری            | ۲۹٬۱۵۰     | رای نیاورد |

## همدان

### ائتلاف فراگیر اصلاح طلبان: گام دوم
فهرست نامزدهای مورد حمایت ائتلاف اصلاح‌طلبان و آرای ایشان به شرح زیر است:
| رتبه | نام               | حوزهٔ انتخاباتی   | تشکل سیاسی | سابقهٔ نمایندگی | شمار رای‌ها | نتیجه      |
| ---- | ----------------- | ---------------- | ---------- | -------------- | ---------- | ---------- |
| ۴    | سید مرتضی حسنی‌حلم | همدان و فامنین   |            | نه             |            | رای نیاورد |
| ۵    | علی اسدی          | همدان و فامنین   |            | نه             |            | رای نیاورد |
| ۲    | علی یعقوبی        | بهار و کبودرآهنگ |            | نه             |            | رای نیاورد |
| ۱    | محمدمهدی مفتح     | تویسرکان         |            | آری            | ۳۹٬۶۲۳     | برنده      |
| ۱    | حسن لطفی          | رزن              |            | نه             | ۲۵٬۹۹۷     | برنده      |
| ۱    | محمد کاظمی        | ملایر            |            | آری            | ۴۵٬۲۸۲     | برنده      |
| ۳    | علیرضا امامی      | ملایر            |            | نه             | ۲۱٬۰۳۲     | رای نیاورد |
|      | محمد سلگی         | نهاوند           |            | نه             |            | رای نیاورد |

### ائتلاف بزرگ اصولگرایان
| رتبه | نام                  | حوزهٔ انتخاباتی   | تشکل سیاسی | سابقهٔ نمایندگی | شمار رای‌ها | نتیجه      |
| ---- | -------------------- | ---------------- | ---------- | -------------- | ---------- | ---------- |
| ۱    | حمیدرضا حاجی بابایی  | همدان و فامنین   | جبهه یکتا  | آری            | ۱۳۳٬۳۴۳    | برنده      |
| ۳    | سید محمدکاظم حجازی   | همدان و فامنین   |            | آری            |            | رای نیاورد |
| ۱    | محمدعلی پورمختار     | بهار و کبودرآهنگ |            | آری            | ۳۹٬۷۲۵     | برنده      |
| ۱    | محمدمهدی مفتح        | تویسرکان         |            | آری            | ۳۹٬۶۲۳     | برنده      |
| ۲    | عطاءالله سلطانی صبور | رزن              |            | آری            | ۱۴٬۸۹۹     | رای نیاورد |
| ۲    | احد آزادیخواه        | ملایر            |            | نه             | ۳۴٬۳۱۳     | برنده      |
| ۱    | حسن بهرام نیا        | نهاوند           |            | نه             | ۳۱٬۱۳۲     | برنده      |
| ۱    | اکبر رنجبرزاده       | اسدآباد          |            | آری            | ۱۹٬۴۳۰     | برنده      |

### صدای ملت
| رتبه | نام        | حوزهٔ انتخاباتی | تشکل سیاسی   | سابقهٔ نمایندگی | شمار رای‌ها | نتیجه |
| ---- | ---------- | -------------- | ------------ | -------------- | ---------- | ----- |
| ۲    | امیر خجسته | همدان و فامنین | رهروان ولایت | آری            | ۸۰٬۳۰۶     | برنده |

## یزد

### ائتلاف فراگیر اصلاح طلبان: گام دوم
فهرست نامزدهای مورد حمایت ائتلاف اصلاح‌طلبان و آرای ایشان به شرح زیر است:
| رتبه | نام                      | حوزهٔ انتخاباتی             | تشکل سیاسی | سابقهٔ نمایندگی | شمار رای‌ها | نتیجه |
| ---- | ------------------------ | -------------------------- | ---------- | -------------- | ---------- | ----- |
| ۱    | سید ابوالفضل موسوی بیوکی | یزد و صدوق                 |            | نه             | ۱۲۴٬۴۴۸    | برنده |
| ۱    | محمدرضا تابش             | اردکان                     |            | آری            | ۲۵٬۵۷۱     | برنده |
| ۱    | کمال دهقانی فیروزآبادی   | تفت و میبد                 |            | نه             | ۲۷٬۴۸۰     | برنده |
| ۱    | محمدرضا صباغیان بافقی    | مهریز، بافق، ابرکوه و خاتم |            | نه             | ۴۲٬۱۵۹     | برنده |

### ائتلاف بزرگ اصولگرایان
فهرست نامزدهای مورد حمایت ائتلاف اصولگرایان و آرای ایشان به شرح زیر است:
| رتبه | نام                | حوزهٔ انتخاباتی             | تشکل سیاسی | سابقهٔ نمایندگی | شمار رای‌ها | نتیجه      |
| ---- | ------------------ | -------------------------- | ---------- | -------------- | ---------- | ---------- |
|      | محمد صالح جوکار    | یزد و صدوق                 |            | آری            |            | رای نیاورد |
|      | سید اکبر حسینی‌نژاد | اردکان                     |            | نه             |            | رای نیاورد |
| ۲    | محمدرضا بابایی     | مهریز، بافق، ابرکوه و خاتم |            | نه             |            | رای نیاورد |
|      | قاسم روانبخش       | تفت و میبد                 |            | نه             |            | رای نیاورد |